# Венесуэла
Венесуэ́ла (исп. Venezuela [βeneˈswela]), официальное название — Боливариа́нская Респу́блика Венесуэ́ла (исп. República Bolivariana de Venezuela, МФА: [reˈpuβlika βoliβaˈɾjana ðe βeneˈswela]) — государство на севере Южной Америки. Омывается Карибским морем и Атлантическим океаном на севере, граничит с Гайаной на востоке, Бразилией — на юге и Колумбией — на западе.
Столица и крупнейший город — Каракас, другие крупные города — Маракайбо, Валенсия, Баркисимето, Маракай, Сьюдад-Гуаяна, Барселона, Матурин и Кумана.
Венесуэла — федеративное государство и президентская республика. Президент с 19 апреля 2013 года — Николас Мадуро.

## Этимология
Согласно наиболее распространённой версии, в 1499 году испанская экспедиция во главе с Алонсо де Охеда посетила венесуэльское побережье, где обнаружила в заливе западнее полуострова Парагуана индейское селение, расположенное на сваях. Индейские хижины на сваях напомнили итальянскому штурману флорентийцу Америго Веспуччи город в Венецианской лагуне, поэтому он назвал залив «Veneziola» («Маленькая Венеция») — на современных русскоязычных картах это Венесуэльский залив. Позже название «Венесуэла» было распространено на весь южный берег Карибского моря до дельты Ориноко включительно, а в 1830 году название «Венесуэла» приняла независимая республика, выделившаяся из состава Великой Колумбии.

## Физико-географическая характеристика

### Климат
Климат Венесуэлы определяется чередованием влажных экваториальных воздушных масс при штилевой погоде летом и сухих пассатных ветров зимой.
Температуры мало изменяются в течение года и зависят в основном от высоты местности. Прибрежные местности отличаются изматывающей жарой и высокой влажностью воздуха, на возвышенностях температуры ниже и условия более комфортны для обитания человека. Именно поэтому все крупные города расположены на высоте от 600 до 1850 метров над уровнем моря. Выше 1800 м климат значительно прохладнее и близок к климату умеренных широт. На высотах более 3000 м настолько холодно, что земледелие практически невозможно, и основным видом сельскохозяйственной деятельности является овцеводство. Более трёх четвертей площади страны характеризуются дождливым сезоном, который продолжается с мая до ноября. Количество осадков варьирует от 280 мм на Карибском побережье до 2000 мм и более у южной оконечности озера Маракайбо и на наветренных склонах гор и Гвианском плоскогорье. Сухой сезон продолжается с декабря по апрель.

### Растительный мир
Территория Венесуэлы, как и большинства стран Южной Америки, разнообразна по абсолютным высотам, количеству выпадающих осадков и другим условиям среды. Это объясняет неоднородность растительного покрова и богатство флоры страны.
В Венесуэле около 105 охраняемых территорий, которые покрывают около 26 % континентальной, морской и островной поверхности страны.

Можно выделить несколько флористических областей. На северном побережье флора типично карибская — с разнообразными деревьями из семейства бобовых, многочисленными кактусами, видами Capparia, Jacquinia и Ziziphus. Венесуэльские Анды — это продолжение Андской области запада Южной Америки. Здесь характерна растительность парамо (высокогорных лугов) и умеренных лесов Колумбии, в частности Espeletia, Geranium, Ceroxylon, Cinchona, Miconia и Gentiana. Флора разнообразного по растительному покрову бассейна Ориноко связана своим происхождением с более южными возвышенностями и дождевыми лесами. Здесь широко распространены плантации экзотических видов, например сахарного тростника и кофейного дерева. Хорошо представлены многие семейства, но наиболее заметны бобовые и пальмы, выделяющиеся на фоне злаков. Значительная часть южных районов страны по флоре сходна с Амазонией.

Биоклиматические ландшафты Венесуэлы
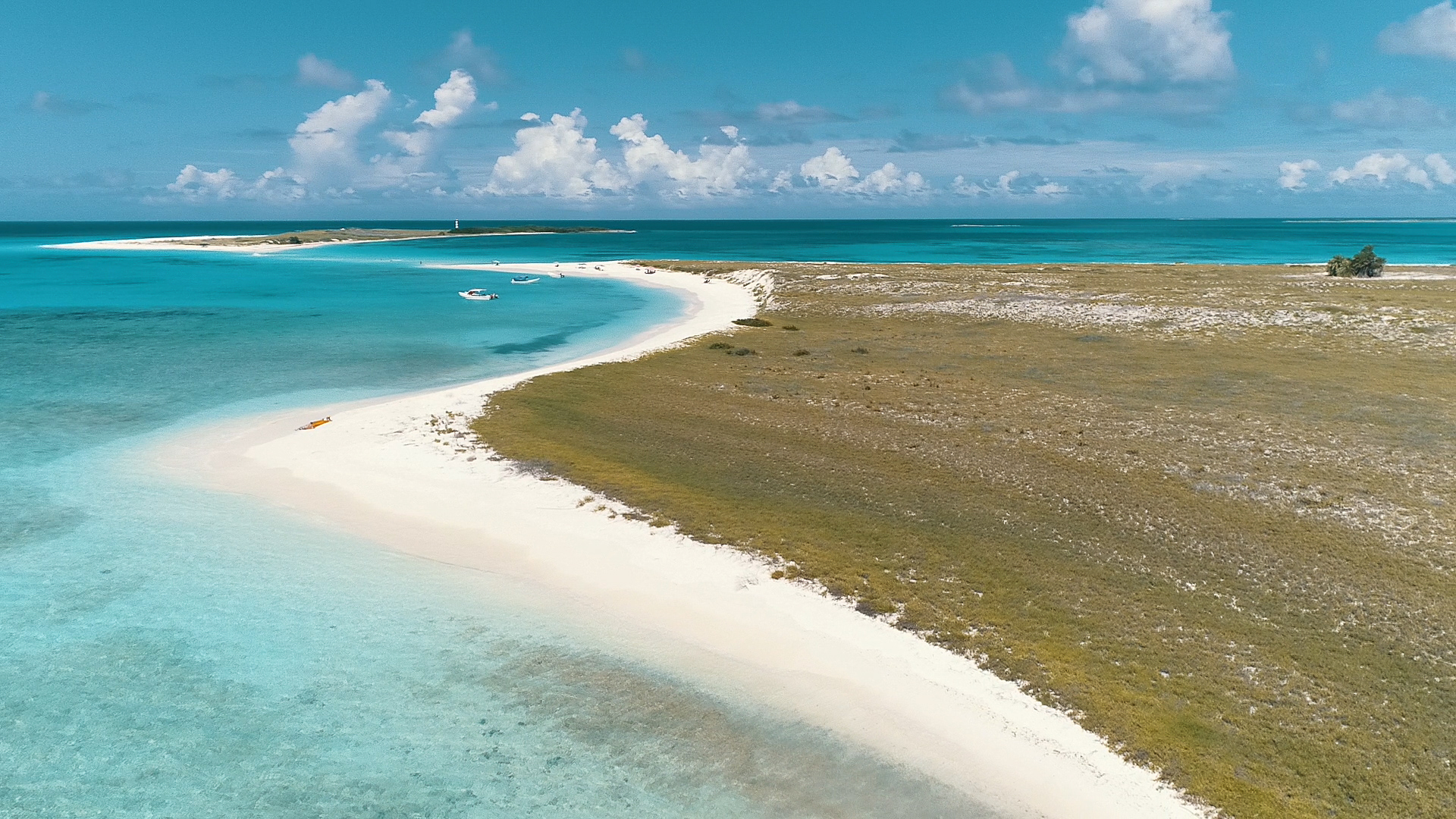
Тропический климат в Лос-Рокес
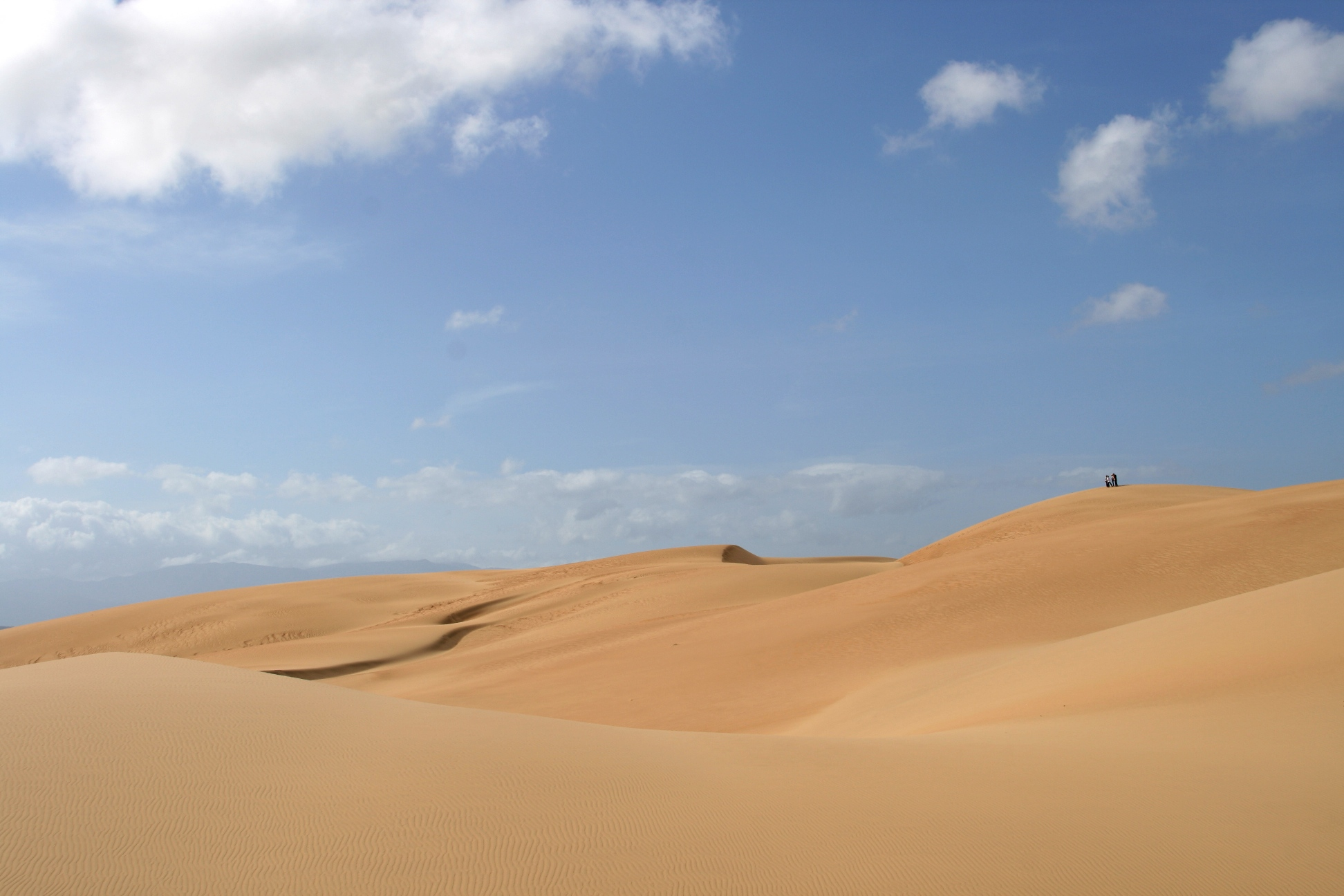
Дюна в Коро
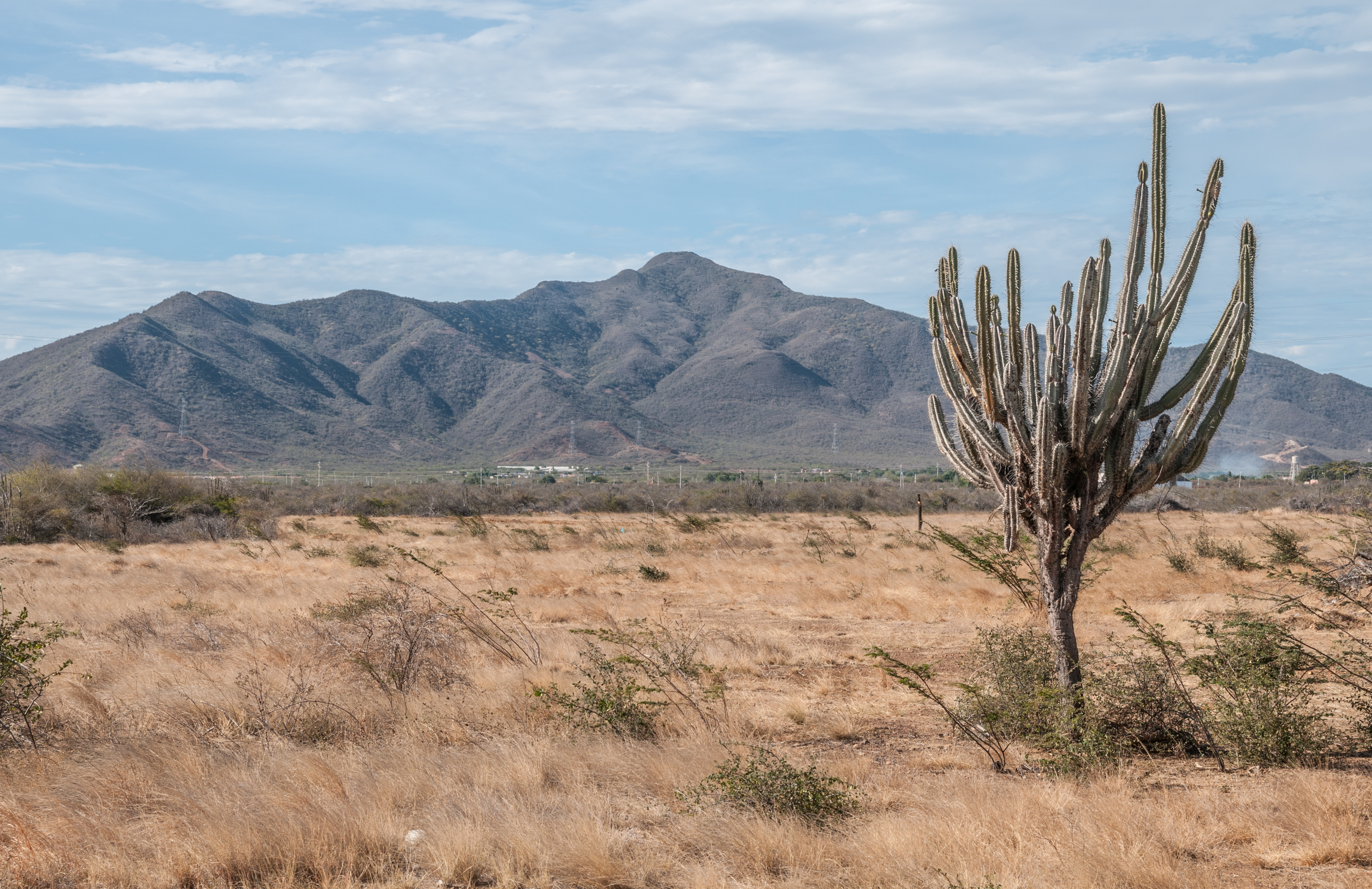
Ксерофилловая растительность, остров Маргарита
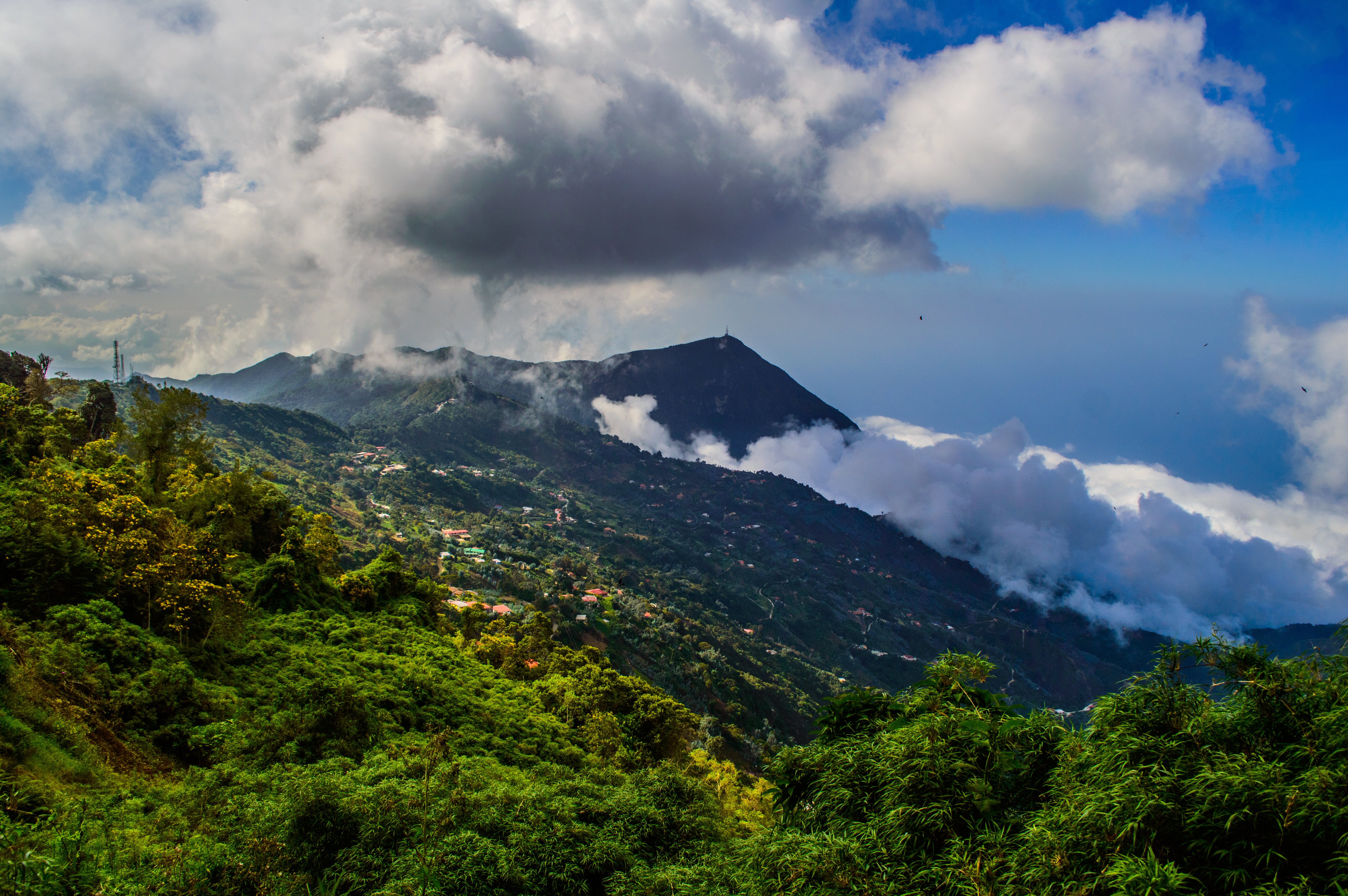
Мокрые горы у центрального побережья. Галипан
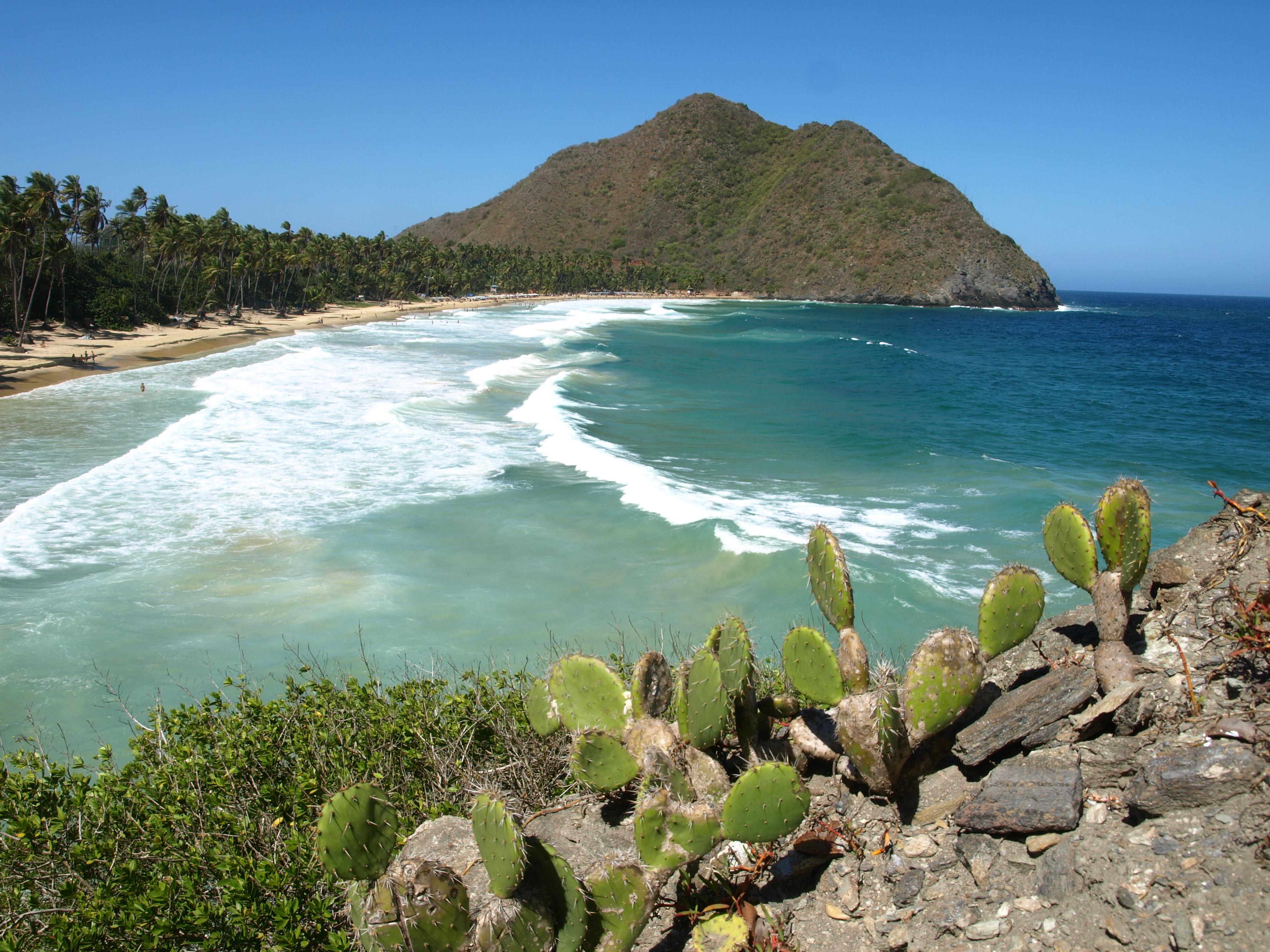
Гористая береговая линия на центральном побережье. Чорони, штат Арагуа
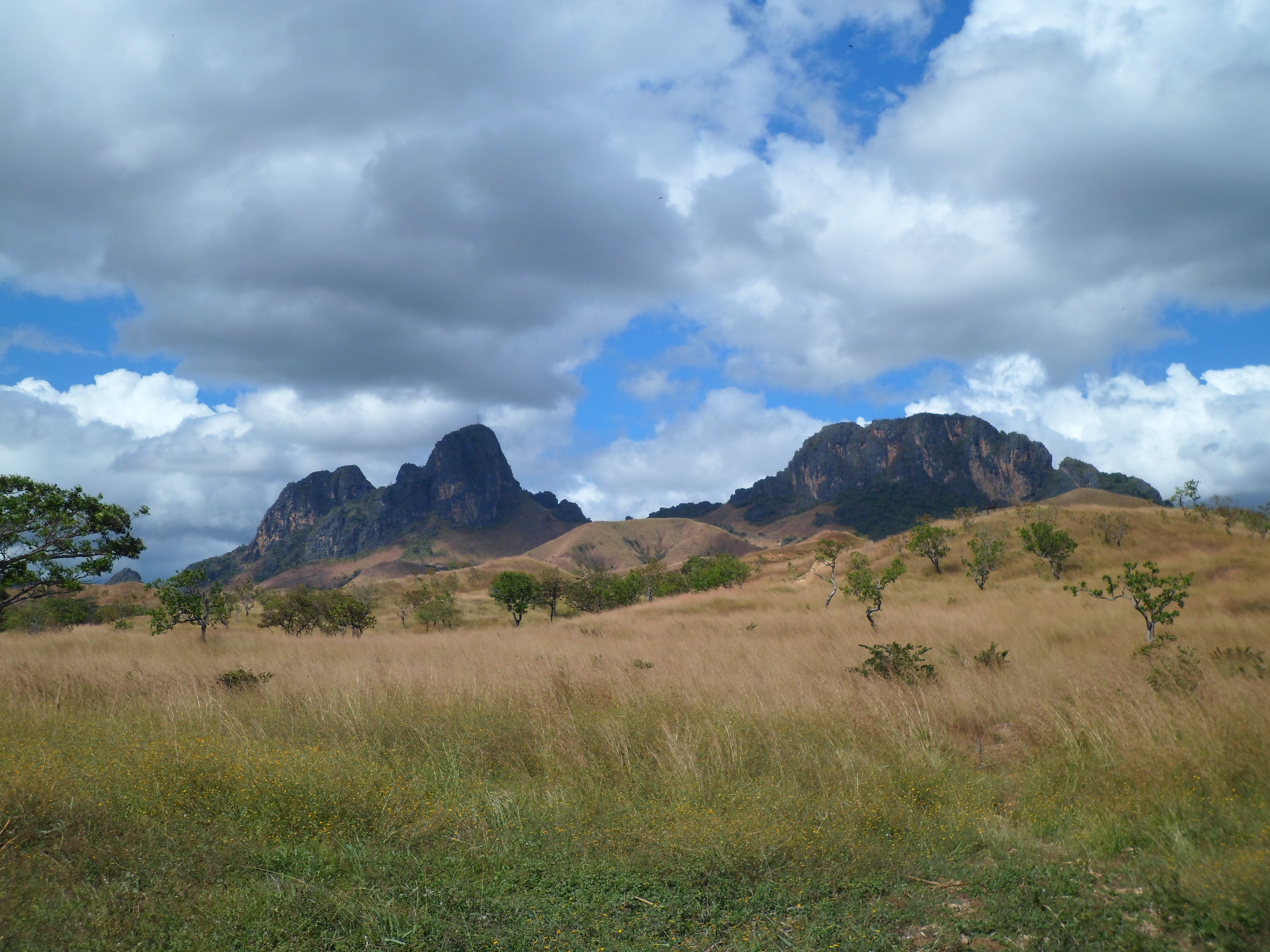
Открытая саванна летом
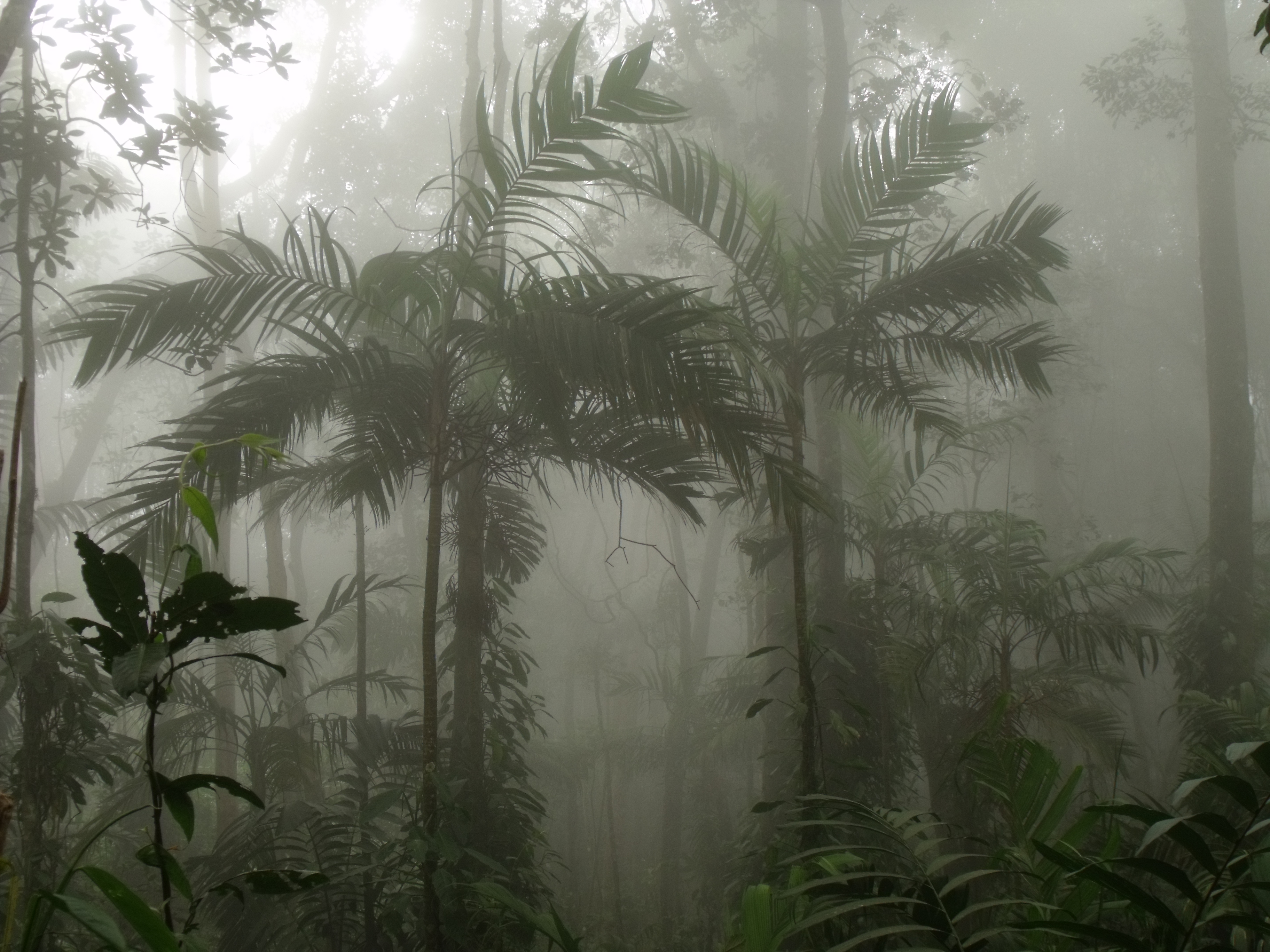
Тропический лес в прибрежной горной цепи
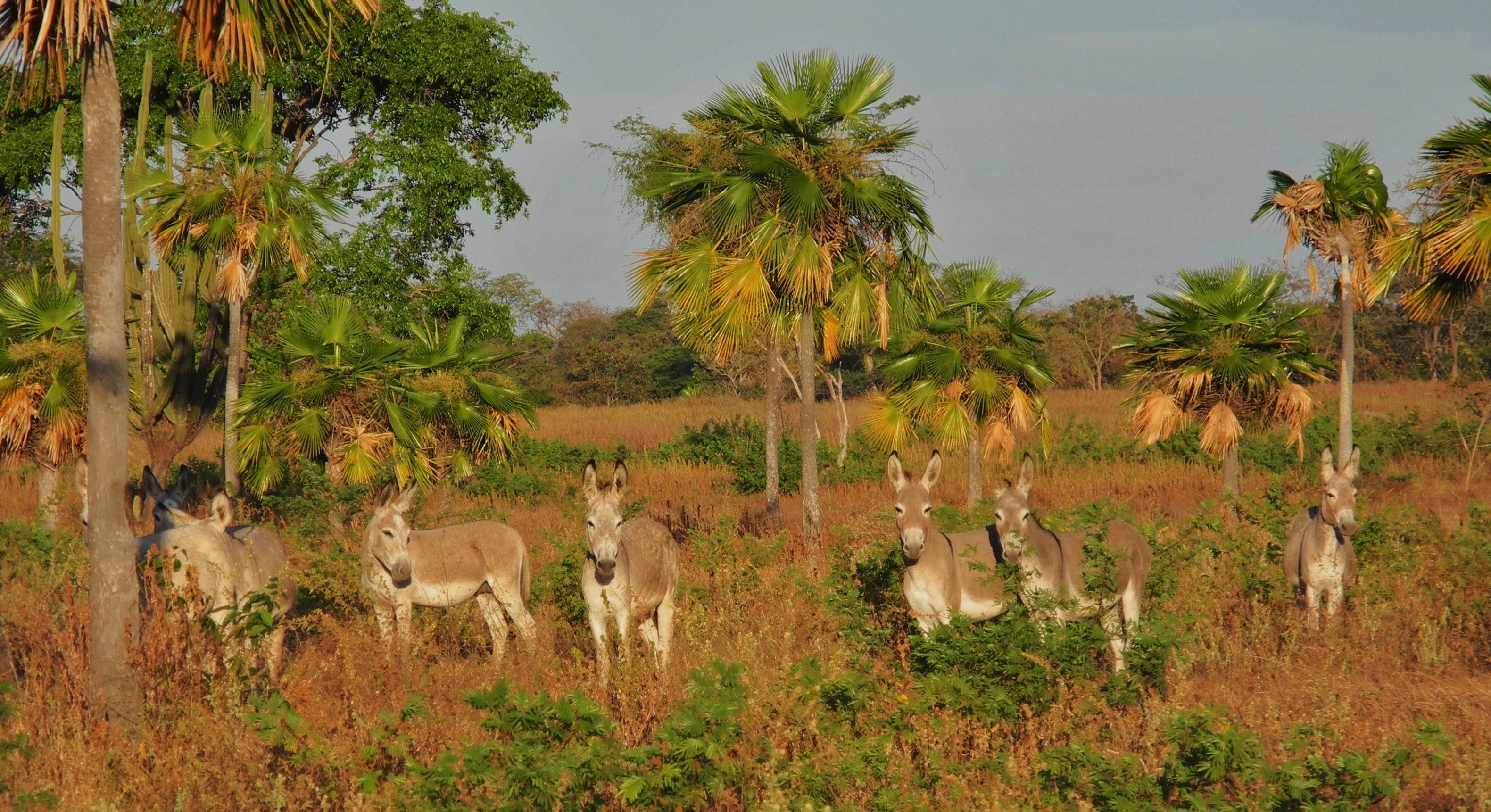
Сухая саванна в штате Гуарико
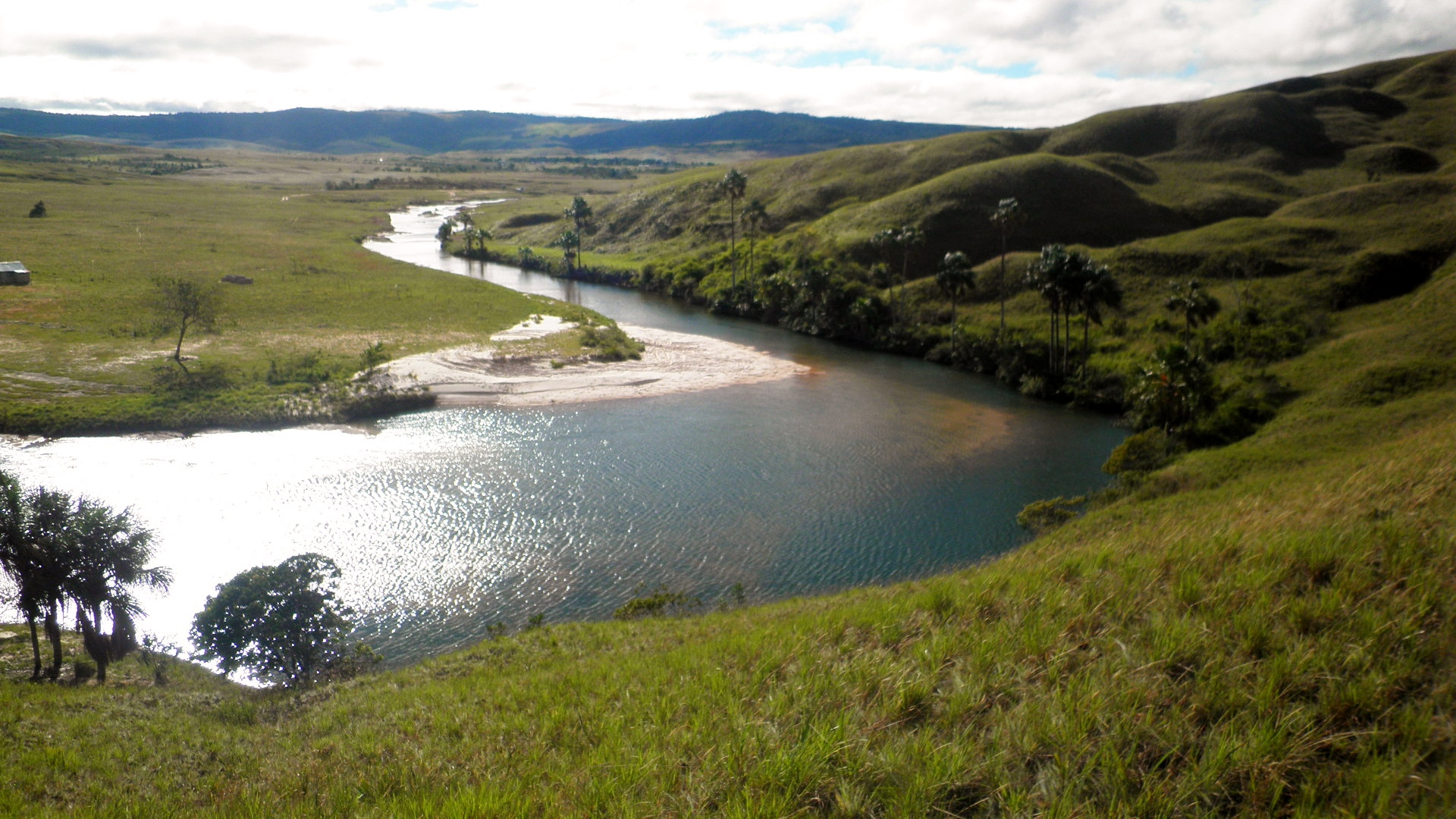
Влажная саванна, штат Боливар
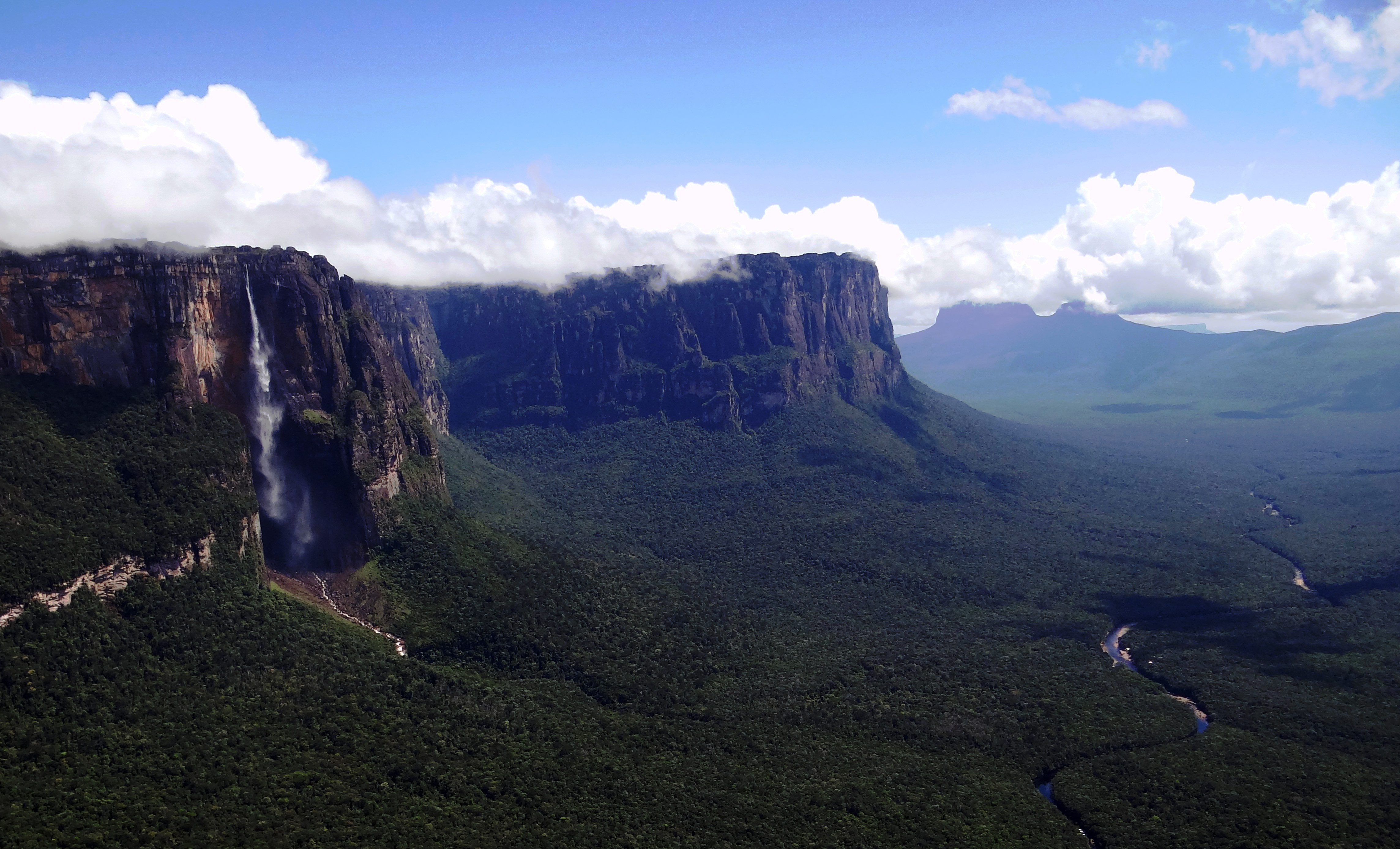
Влажные джунгли в массиве Гуаяна
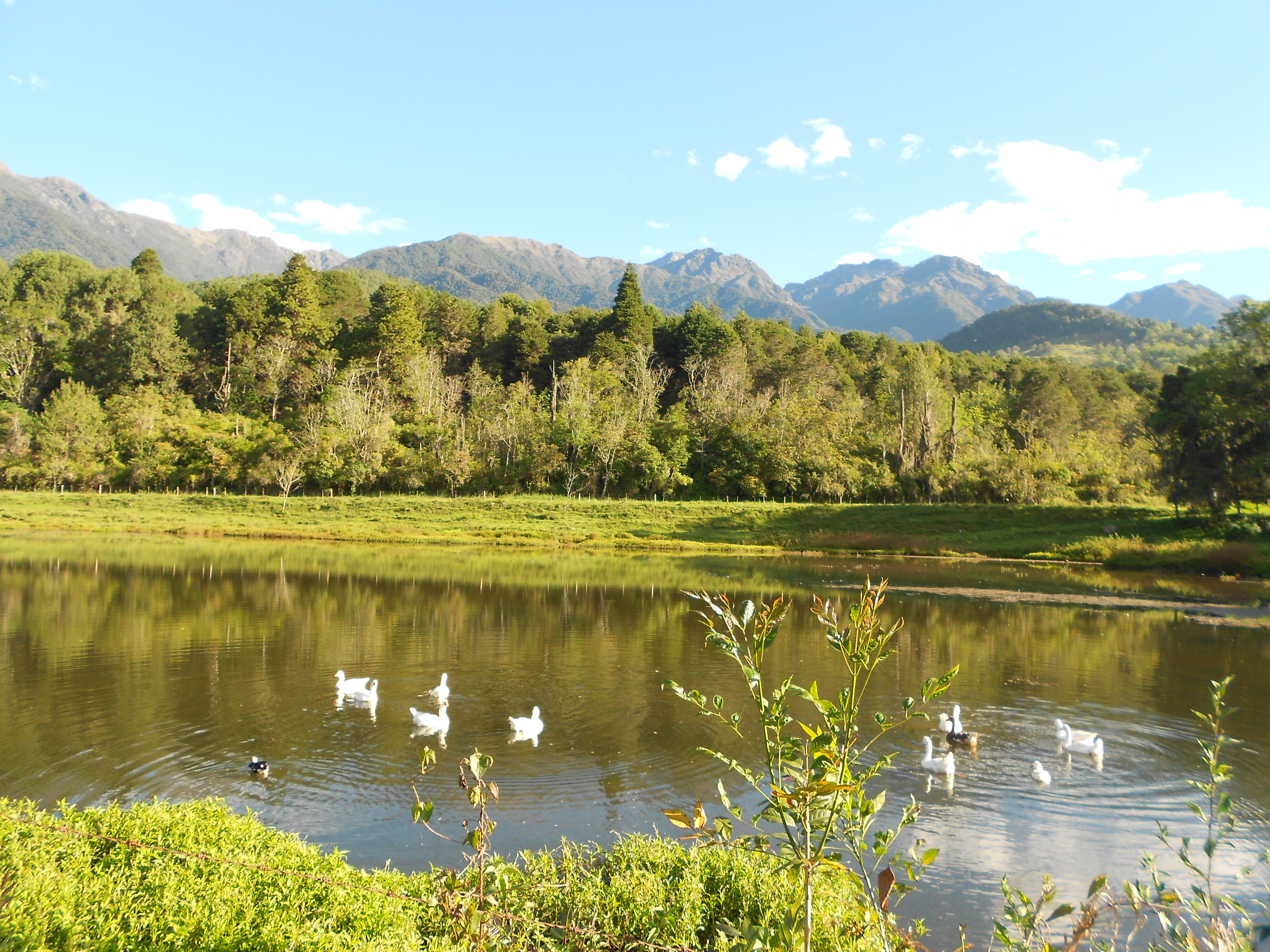
Умеренный лес в горном хребте Мерида
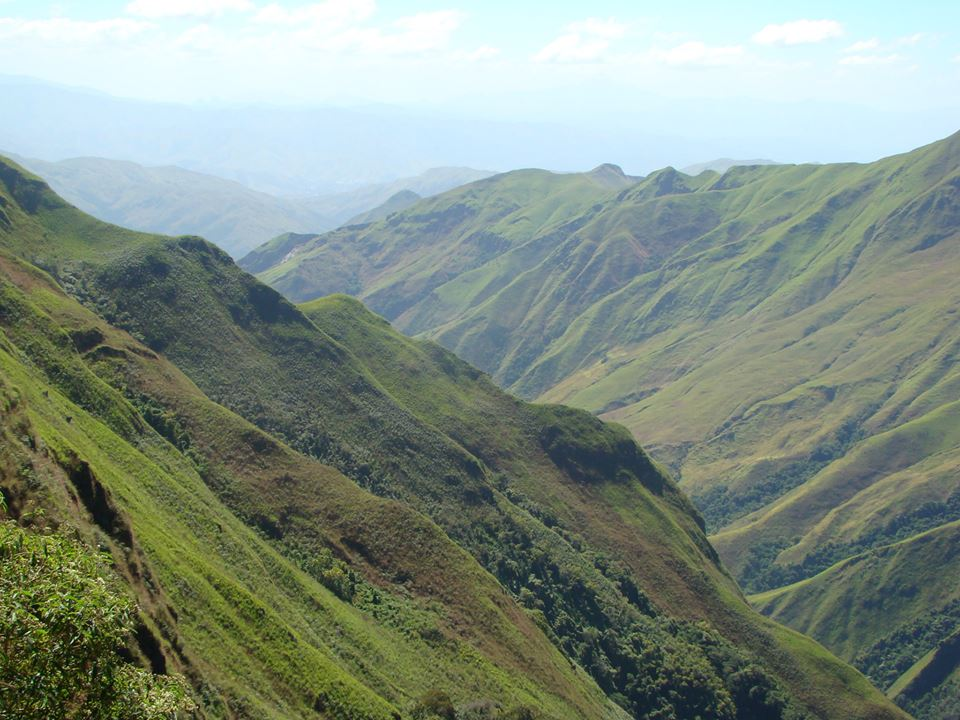
Травянистая растительность в высоких горах Арагуа
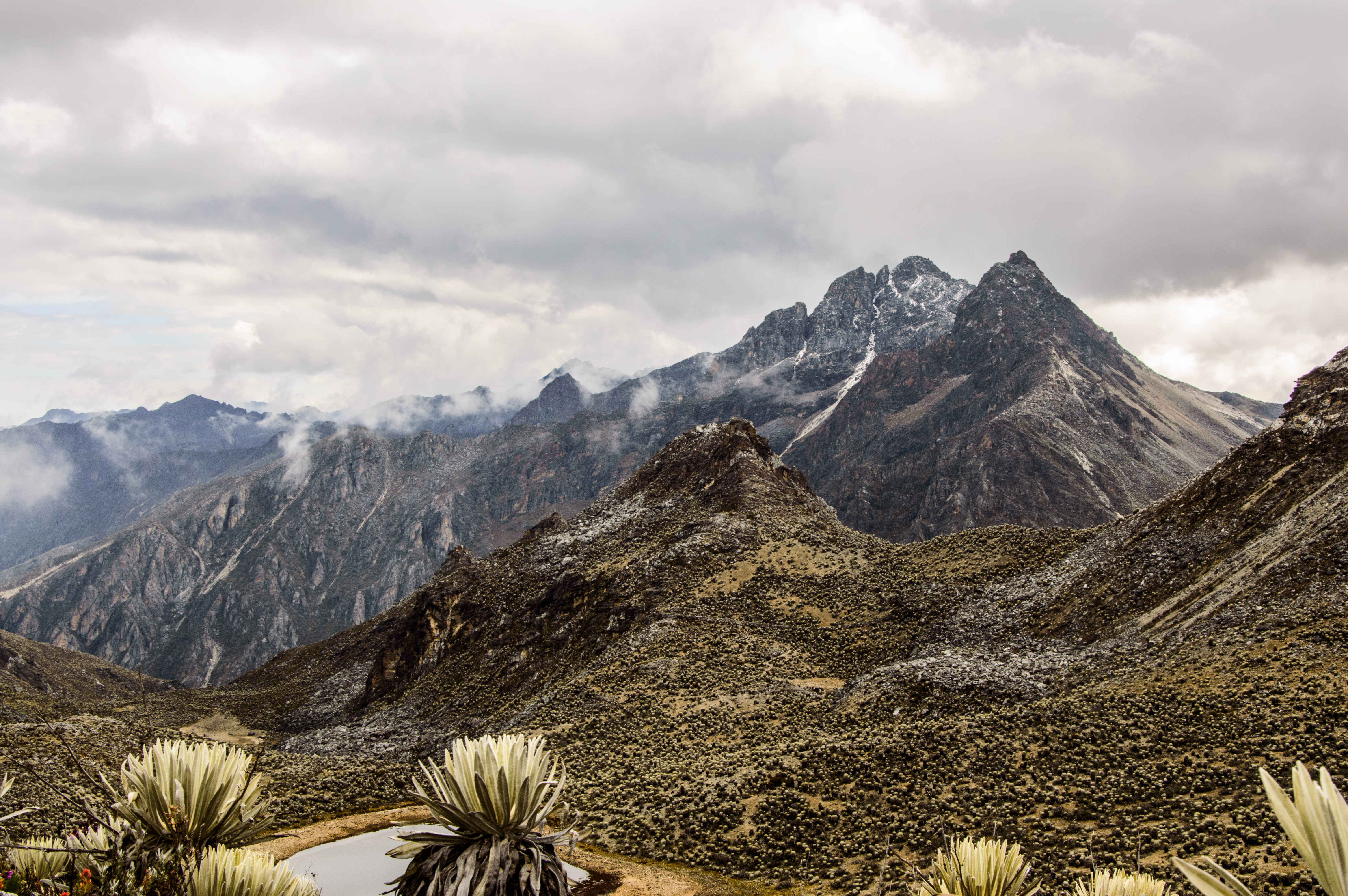
Парамо в горном хребте Мерида
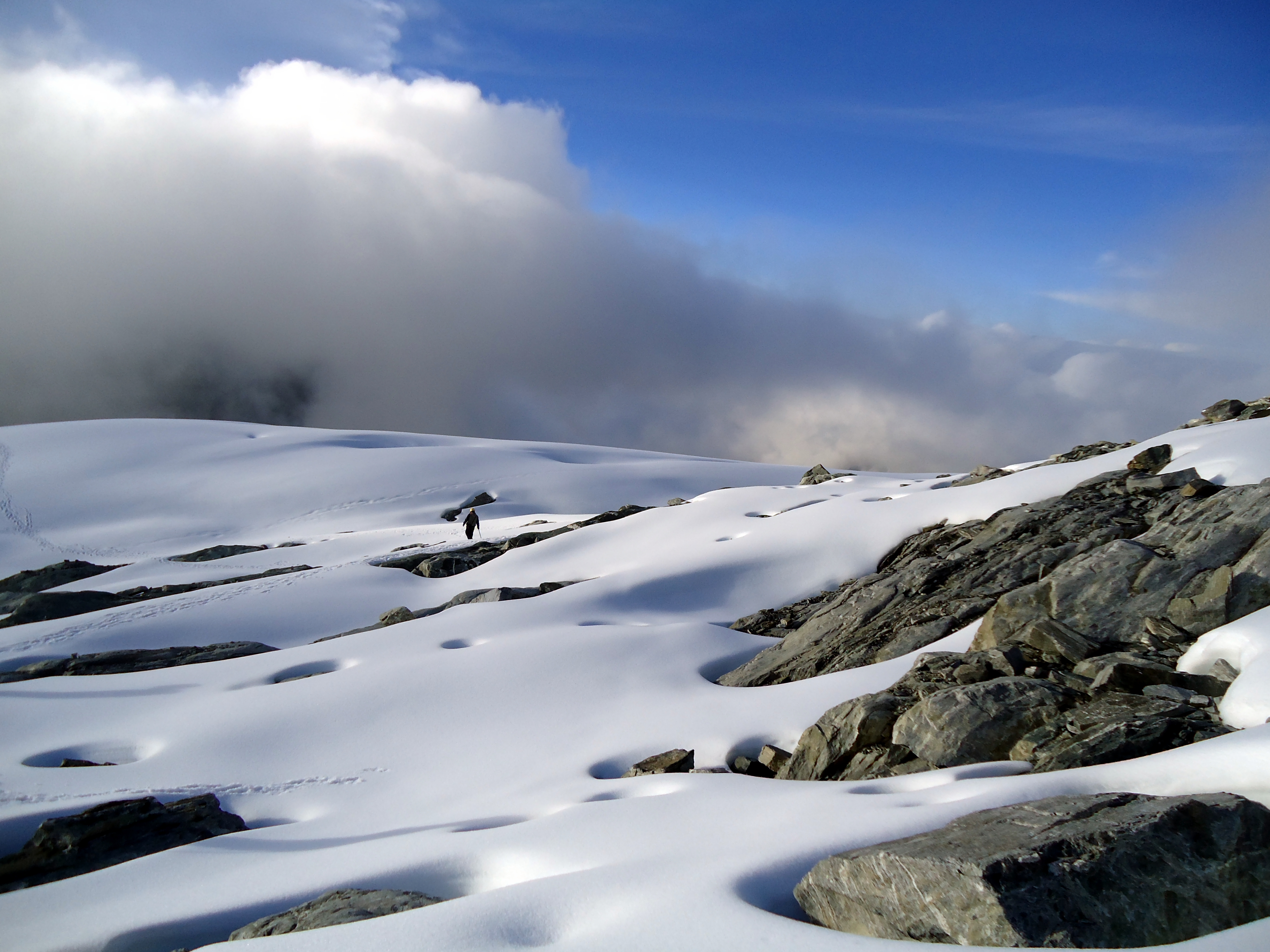
Вечный снег на пике Гумбольдта

Здесь растут такие экономически важные виды, как гевея бразильская и кастилла каучуконосная, а также канатная пальма, из которой получают грубые, тёмные волокна (пиассава). Самая интересная флористическая провинция невелика по площади и занимает плоские вершины песчаниковых гор Серра-Пакарайма, идущих вдоль южной границы страны от массива Рорайма на стыке Венесуэлы, Гайаны и Бразилии на запад до горы Дуида около реки Касикьяре, связывающей верховья Ориноко с верховьями Риу-Негру. Это реликтовая зона, настолько древняя, что её ближайшие флористические связи прослеживаются только с некоторыми возвышенностями юга Бразилии, а более отдалённые — с Андской областью, горами кубинской области Орьенте и Западной Африки. Здесь произрастает много узкоэндемичных вересковых, мареновых, бромелиевых и кипарисовых.
Водосборный бассейн Ориноко занимает примерно четыре пятых территории Венесуэлы. Область льянос к северу от реки представляет собой обширные заросли высоких злаков, перемежающиеся саваннами, пальмовыми рощами и редколесьями. Во многих местах злаковникам не дают зарастать с помощью частых палов. Леса, занимающие здесь значительные площади, относятся к тропическому листопадному типу и сходны с муссонными лесами тропиков Старого Света. Ближе к карибскому побережью они становятся суше и постепенно приобретают характер колючих зарослей с многочисленными кактусами и шипастыми бобовыми. На юге и востоке страны вдоль границ с Бразилией и Гайаной эти листопадные леса во многих местах замещаются типичным дождевым амазонским лесом из высоких вечнозелёных деревьев с сомкнутым пологом с многочисленными лианами и слабо выраженным подлеском. Лесные массивы перемежаются саваннами. Небольшие площади похожего дождевого леса находятся на севере страны, в основном у южной оконечности озера Маракайбо. Склоны Венесуэльских Анд покрыты густым и труднопроходимым моховым лесом, называемым также горным дождевым или облачным. Это пояс хинного дерева (Cinchona), часто считающийся умеренным по климату. Выше границы произрастания деревьев находятся безлесные парамо с доминированием причудливых видов Espeletia, кустарничков и подушковидных растений. Эти высокогорные сообщества поражают многочисленными яркими цветами, которые придают им сходство с огромными альпийскими садами. Чрезмерный выпас привёл к тому, что естественная растительность во многих местах деградировала до кустарниковых пустошей.

### Животный мир
В Венесуэле водятся ягуар, пума, оцелот, кустарниковая собака, близкая к куницам тайра, выдры, обезьяны, свинковые, нутрия, цепкохвостый дикобраз, тапир и пекари. Встречаются также олени и опоссумы. Во многих реках обычны крокодилы, аллигаторы и черепахи. В джунглях обильно представлены удавы, другие змеи и ящерицы. На низменностях встречается множество журавлей, цапель, аистов, уток и другой водной дичи, а в горах — хищных птиц.

### Боливарианский часовой пояс
19 августа 2007 президент Чавес, выступая в своей телепередаче, предложил изменить часовой пояс Венесуэлы. Министр науки и технологий Венесуэлы Эктор Наварро после этого заявил, что переход на новое время будет осуществлён в середине сентября 2007 года, оно сдвинется на полчаса вперёд от текущего времени (с UTC-4 на UTC-4:30), приведёт в соответствие начало работы и учёбы венесуэльцев со световым днём и «благотворно скажется на их здоровье и самочувствии».
Часовой пояс UTC-4:30 уже использовался в Венесуэле с 1912 по 1964 год.
Планировавшийся на 24 сентября 2007 года перевод времени был отложен из-за «бюрократических формальностей с международными организациями». Новым временем перевода времени был объявлен январь 2008 года.
26 ноября 2007 года был издан Указ Президента Венесуэлы о переходе на новый часовой пояс с 9 декабря 2007 года.
Основным мотивом Чавеса при изменении часового пояса страны в 2007 году называют антиамериканизм, что подтверждается его заявлениями о «необходимости отказаться от навязанного американским империализмом времени».

## История

### После восстановления демократии
После ликвидации военной диктатуры в 1958 году, в стране установилась многопартийная система. Однако к 1968 году ведущие позиции стали занимать две основные политические партии, которые попеременно чередовались у власти — Демократическое действие (ДД) и Социал-христианская партия (КОПЕЙ). В последующий период усилились тенденции к формированию двухпартийной политической структуры: хотя во всеобщих выборах принимали участие около 20 партий и организаций, ДД и КОПЕЙ вместе набирали более 85 % голосов.
ДД было создано в сентябре 1941 года и считает себя социал-демократической партией, входит в Социалистический интернационал. Представители ДД занимали посты президента страны в 1945—1948, 1959—1969, 1974—1979, 1984—1993. Образованная в январе 1946 года КОПЕЙ — партия христианско-демократической ориентации, выступавшая за «революцию в условиях свободы» и также опиравшаяся на собственную сеть рабочих, аграрных, женских, молодёжных, профессиональных и иных организаций. КОПЕЙ возглавляла правительства страны в 1969—1974 и 1979—1984. В реальности различия между ДД и КОПЕЙ постепенно сглаживались, и обе партии перешли на центристские позиции.
Острый социально-экономический и политический кризис 1980-х годов, всеобщее недовольство коррупцией и апатия избирателей привели к значительному ослаблению позиции обеих ведущих партий. На политическую арену стали выходить новые силы и организации. Прежде всего, это было Движение к социализму (МАС), образованное в 1971 году в результате раскола коммунистической партии. МАС стояло на позициях, близких к «еврокоммунизму», осуждало ввод советских войск в Чехословакию в 1968 году (Операция «Дунай») и политическую систему СССР. Выступая за демократический социализм, МАС являлось в 1973—1993 годах третьей по силе политической организацией страны; в 1988 году оно набрало более 10 % голосов на всеобщих выборах. В 1992 году МАС выиграло губернаторские выборы в пяти штатах, в 1995 году — в четырёх. Однако в 1990-х годах его оттеснила другая левая группировка популистского характера — Радикальное дело (Causa R), которая также возникла в результате раскола коммунистической партии и опиралась на профсоюз металлургов, высококвалифицированных рабочих, занятых на передовых в техническом отношении предприятиях. В 1988 году Радикальное дело впервые завоевало 3 места в Национальном конгрессе (парламенте) страны, в 1989 году выиграло выборы губернатора в штате Боливар, а в 1992 году прибавило к этому пост мэра столицы. В 1993 году кандидат партии на президентских выборах Андрес Веласкес отстал от представителей ДД и КОПЕЙ всего на несколько процентов голосов. Однако влияние партии оказалось неустойчивым.
С начала 1990-х в Венесуэле происходит кардинальное изменение всей прежней партийной системы. Президентские выборы 1993 выиграл бывший глава государства от партии КОПЕЙ Рафаэль Кальдера, покинувший свою партию и выступавший от широкого блока 17 центристских, левых и правых партий — Национальной конвергенции. Ведущей силой в коалиции было МАС. Но новый неоднородный правящий союз продержался недолго.

### Правление Уго Чавеса
На президентских выборах 1998 года победу одержал харизматический военный лидер Уго Чавес, выступивший от имени новой организации — созданного в 1997 году Движения Пятой Республики (ДПР). Программные положения ДПР носили общий характер: оно обещало проведение конституционной реформы, очищение страны от коррупции и злоупотребления политических элит, создание демократического общества социальной справедливости, привлечение масс к управлению государством. Опорой ДПР стали «боливарианские комитеты», созданные сторонниками Чавеса, в первую очередь, в бедных городских кварталах.
ДПР возглавило блок Патриотический полюс, в который вошли различные левые и популистские партии, в том числе МАС и отколовшаяся от Радикального дела партия Родина для всех. Уго Чавес победил, набрав более 55 % голосов, однако его коалиция не смогла завоевать большинства мест в Национальном конгрессе.
Доминирующие позиции в парламенте по-прежнему принадлежали традиционным партиям ДД и КОПЕЙ. Основным соперником Чавеса на выборах 1998 года выступил кандидат от нового правоцентристского объединения — Проект Венесуэла Энрике Салас Рёмер, набравший почти 40 % голосов.
В конституции Венесуэлы, принятой по инициативе президента Уго Чавеса в 1999 году, было впервые признано, что 300 тысяч коренных жителей страны — индейцев — имеют права на земли своего традиционного проживания и могут участвовать в оформлении их границ. В старой конституции говорилось только о том, что коренные жители страны находятся под охраной государства и должны постепенно включаться в жизнь нации.
После принятия новой конституции в 2000 году в стране были проведены новые президентские и парламентские выборы, победу на которых одержало правящее ДПР: Уго Чавес собрал почти 60 % голосов, а его движение завоевало 92 из 165 мандатов в Национальной ассамблее. Остальные места в парламенте распределились следующим образом: ДД — 33, КОПЕЙ — 6, Проект Венесуэла — 6, МАС — 6, Радикальное дело — 3, Родина для всех — 1. Национальная конвергенция (сторонники Рафаэля Кальдеры) — 1, прочие — 17.

#### Политика
11 апреля 2002 в стране произошла попытка государственного переворота, однако, получив массовую поддержку у населения и в армии, Уго Чавес сохранил власть.
12 марта 2006 единогласным решением Национального собрания (парламента) Венесуэлы были приняты изменения в государственной символике, предложенные президентом страны Уго Чавесом.
Отныне на флаге Венесуэлы появится восьмая звезда, символизирующая присоединение самой восточной области Гуаяна в начале XIX столетия. В 1817 году восьмую звезду предложил использовать южноамериканский герой-освободитель Симон Боливар.
Национальная ассамблея Венесуэлы в августе 2007 года одобрила поправки Чавеса к конституции — количество переизбраний президента не ограничивается, Центральный банк Венесуэлы переходит под контроль президента страны, создаются новые подконтрольные центральному правительству провинции, рабочий день уменьшается с 8 часов до 6, граждане Венесуэлы получают право голосовать на выборах с 16 лет, а также объявляется о переходе страны к построению социализма.
Поправки к конституции были выставлены на референдум, состоявшийся 2 декабря 2007 года. По его результатам, 50,7 % проголосовавших высказались против поправок и Чавес признал своё поражение.
24 ноября Президент Венесуэлы Уго Чавес заявил, что Единая социалистическая партия Венесуэлы, лидером которой он является, в 2009 году может заново поставить вопрос о конституционных поправках, предусматривающих неограниченный срок президентского правления. Чавес сделал это заявление на следующий день после того, как ЕСПВ одержала убедительную победу на региональных выборах в стране.
На состоявшемся в Венесуэле 15 февраля 2009 года референдуме 54,68 % граждан высказались за предложенные президентом Уго Чавесом конституционные поправки, которые разрешают президенту переизбираться на свой пост неограниченное число раз подряд.
Получив одобрение большинства избирателей, Чавес, который не раз утверждал, что готов «править столько, сколько этого пожелают Господь Бог и народ», вплотную приступил к строительству третьего этапа боливарианской революции. По мнению лидера Венесуэлы, этот этап продлится до 2019 года и будет направлен на углубление социалистической революции, а также продолжение борьбы с бедностью, коррупцией и преступностью. План по ликвидации безграмотности занимает важное место в программе венесуэльского лидера.
Чавес считал, что предыдущие два этапа боливарианской революции (первый — с 1999 по 2006 год, второй — с 2007 по 2009 год) уже успешно завершены. Их главным итогом стала победа революции, обретение независимости страны и начало построения социализма.
Президент Венесуэлы Уго Чавес утвердил список литературы для школьников, с которой они в обязательном порядке должны будут знакомиться. Это монографии президента страны, «Манифест коммунистической партии» Карла Маркса, труды Че Гевары и другие произведения, которые помогут им избавиться от капиталистического мышления, а также укрепить коллективное сознание и лучше понять идеалы и ценности, «необходимые для строительства социалистической родины».
Президент Венесуэлы Уго Чавес опирался на популярную в стране антиамериканскую риторику и проводил внутреннюю, в том числе экономическую, политику в соответствии с социалистическим курсом. При всей видимости антиамериканской позиции основным торговым партнёром Венесуэлы остаются США, как в части экспортных операций (основной потребитель венесуэльских углеводородов), и импортных (основной поставщик промышленной и сельскохозяйственной продукции).

#### Экономика и социальная сфера

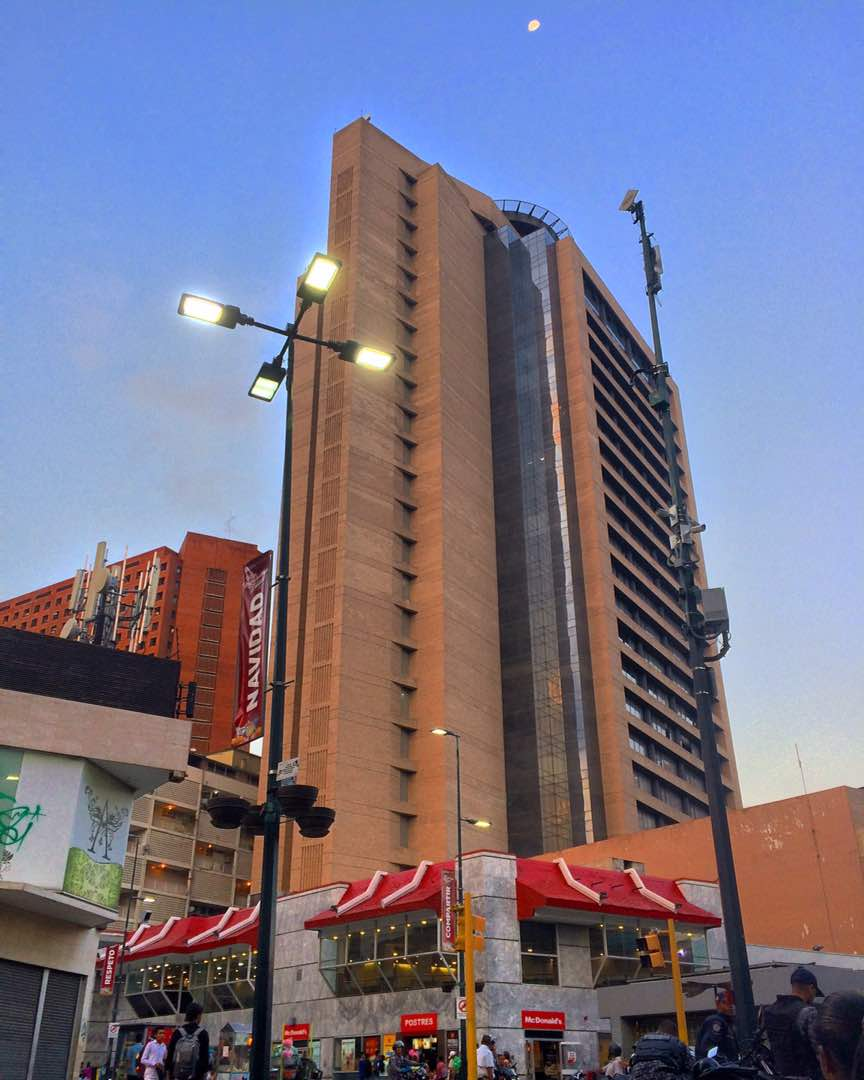
Бизнес-центр Сабана Гранде в Каракасе

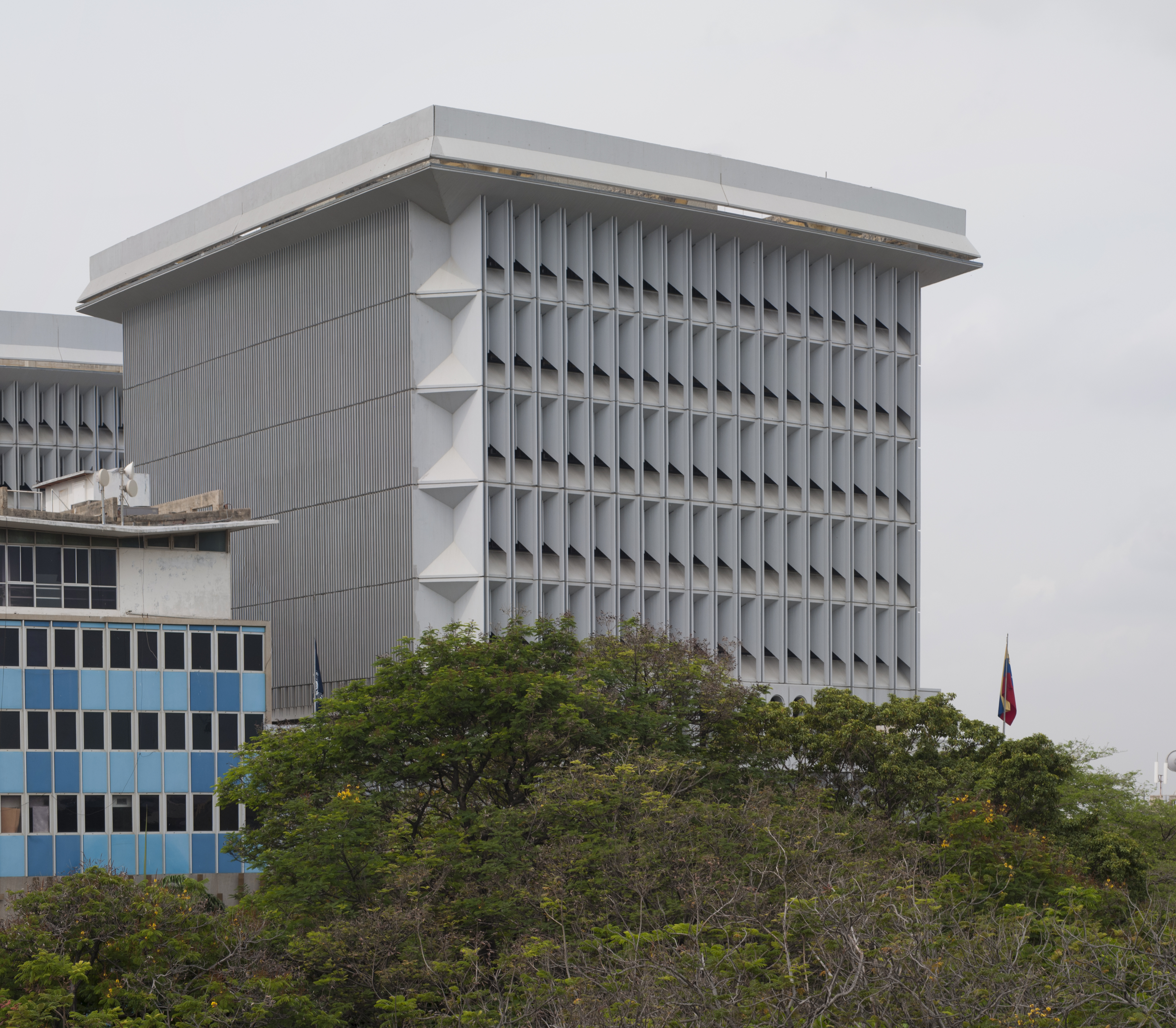
Центральный банк Венесуэлы в центре Каракаса

Падение уровня безработицы было достигнуто Чавесом за счёт активного расширения государственного сектора. В 2007—2008 годах в стране были национализированы не только нефтяная отрасль, но и чёрная металлургия, цементная промышленность и мобильная связь. Оказавшиеся в руках государства компании ставят задачей не повышение эффективности, а расширение занятости по советскому образцу. «Боливарианская революция» Чавеса, среди прочего, включает в себя борьбу с инфляцией, как её понимают сторонники социалистических методов. С 2003 года в стране централизованно устанавливаются цены на 400 видов товаров, включая продукты питания, «для борьбы с инфляцией и защиты бедных». Их результатом стал периодический дефицит продуктов (в государстве с тропическим сельским хозяйством) и резкий рост цен. Так, например, существует ограничение на отпуск молока и постоянная нехватка куриных яиц. В целом по стране в минувшее десятилетие инфляция составляла 21 % в год, однако продукты питания на чёрном рынке дорожали на 50 % ежегодно.
Правительство Венесуэлы активно пытается перераспределять доходы от нефтегазового сектора на социальные цели, но практически не использует их для развития экономики страны, её диверсификации или новых инвестиций в нефтегазовой сфере. При этом надо помнить о том, что эффективность добычи за счёт выработки углеводородов постоянно снижается, а следовательно растут издержки, снижается рентабельность и падает уровень доходов страны. Что, в свою очередь, при растущих социальных расходах и внушительных внутреннем и внешнем государственном долге, может привести к дефолту в результате достаточно чувствительного обвала цен на нефть. Учитывая проблематичность внешних заимствований для Венесуэлы в связи с её экономической политикой, единственным способом защитить страну от такого сценария развития событий (кроме её развития), является повышение роли ОПЕК (участником которой является и Венесуэла) в ценообразовании.
В связи с этим, к достижениям Уго Чавеса можно отнести повышение роли ОПЕК в состоянии дел на рынке нефти. К моменту его избрания дисциплина в ОПЕК стала страдать: некоторые государства, включая Венесуэлу, регулярно нарушали свои квоты на добычу, что привело к обвалу цен. В 2000 году Чавес организовал саммит глав государств альянса (первый за 25 лет и второй в истории организации). Действия ОПЕК вновь стали влиять на рынок, что позволило альянсу сыграть на повышение цен. И хотя ОПЕК была одним из многих факторов, приведших к повышению цен в течение первого десятилетия XXI века, роль альянса была весьма заметной.
Впрочем, эта политика привела к конфликту между Чавесом и национальной нефтяной компанией (PdVSA). На протяжении десятилетий PdVSA привыкла не выполнять квоты, а добывать как можно больше нефти, чтобы максимизировать свои доходы. Сотрудники PdVSA в 2002 году провели забастовку, полностью остановив добычу нефти в стране (что убрало с рынка 3 млн баррелей в сутки, приведя к резкому скачку цен). Правительство уволило более 19 тыс. сотрудников компании, заменив их сторонниками Чавеса, но производство не могло полностью оправиться в течение всего последующего года.
Ограничения для иностранного капитала отрицательно сказались на состоянии основного для страны нефтегазового сектора. Дело в том, что PdVSA должна инвестировать не менее 3 млрд долларов ежегодно, чтобы поддерживать производство на старых месторождениях, на некоторых из которых добыча иначе будет снижаться на 25 % в год. Но проблема заключается в том, что компания обеспечивает около половины доходов правительства и 80 % экспортной выручки страны.
Отрадным для венесуэльской экономики и российских компаний исключением является достигнутая в 2009 году договорённость на разрешение российским компаниям разработки газовых месторождений и строительство газопроводов в Венесуэле.

### Правление президента Мадуро

#### Выборы президента
C 5 марта 2013 года, после смерти Уго Чавеса, обязанности президента Венесуэлы исполнял Николас Мадуро, которого Чавес называл своим преемником. Новые выборы состоялись 14 апреля 2013 года. Соперником Мадуро на них выступил Энрике Каприлес Радонски, боровшийся на прошлых выборах с Чавесом. Николас Мадуро был избран президентом Венесуэлы.
20 мая 2018 года Николас Мадуро на выборах (все лидеры оппозиции были отстранены от возможности баллотироваться, в результате чего эти «выборы» не были признаны мировым сообществом — за исключением России, Китая и т. д.) был «переизбран» на пост главы Венесуэлы на период 2019—2025 годов, собрав 6,2 миллиона голосов. 10 января 2019 состоялась инаугурация Мадуро.

#### Экономический кризис
В 2013 году экономика страны находилась в тяжёлом положении и держалась в основном за счёт высоких мировых цен на нефть — основного экспортного товара республики. Накануне прихода к власти Н. Мадуро (начало 2013 года), государственный долг Венесуэлы составил 70 % ВВП, а бюджетный дефицит — 13 %. Хотя по итогам 2013 года ВВП страны вырос на 1,6 %, но инфляция оставалась очень высокой — 56,3 %. Мадуро, получив на полгода чрезвычайные полномочия от Парламента, объявил «экономическое наступление» и, в частности, ввёл 30-процентный потолок на прибыль для частных компаний. В стране возник дефицит основных товаров — таких, как сахар, растительное масло и туалетная бумага. В то же время в правительстве заявляют, что причиной проблем является коррупция, саботаж и спекуляции, а также ведущаяся против страны «экономическая война». Правительство начало проводить программу борьбы со «спекуляциями», в частности 26 ноября была национализирована торговая сеть «Daka» за отказ понизить цены, которые для некоторых товаров превышали закупочные на 1000 процентов при допустимой норме 30 процентов. После конфискации товаров всё руководство торговой сети было арестовано.
2015 год
В 2014 экономика страны пережила очередной удар: резкое падение мировых цен на нефть. В результате доходы правительства от экспорта нефти сократились на треть по сравнению с предыдущим годом. Центробанк попытался покрыть дефицит бюджета за счёт эмиссии, в результате чего инфляция на сентябрь 2015 достигла, по оценкам, по меньшей мере 200 % годовых (по официальным данным — 140 %). В попытке сдержать инфляцию правительство ввело сложную систему валютного обмена, в результате чего «официальный курс» доллара более чем в 100 раз превысил рыночный. Следуя идеологии чавизма, правительство Мадуро административно ограничило цены на продовольствие, что привело к тотальному дефициту основных продуктов питания.
2016 год
В январе 2016 года президент Мадуро назначил министром экономики Луиса Саласа — социолога левых политических убеждений. Как и другие члены правительства Мадуро, Салас считает основной причиной трудностей «экономическую войну», развязанную странами Запада против Венесуэлы.
В 2016 году, по оценке Международного валютного фонда и других организаций, падение ВВП составило 18 %, инфляция достигла 550 %, безработица — 21 %, бюджетный дефицит — 17 % ВВП, а внешний долг превысил $130 млрд. Страна находится на грани дефолта.
2017 год
93 % населения страны жалуется на недоедание. Ожидаемый годовой уровень инфляции составляет 1000 %. Курс доллара на чёрном рынке превышает официальный курс в 900 раз.
2018 год
В соответствии с заявлением Международного валютного фонда, уровень инфляции в Венесуэле достигнет 1 000 000 % в конце 2018 года.
Причины кризиса
Существует мнение, что главными причинами экономического кризиса являются структурные и политические факторы, среди которых большая зависимость от импорта, снижение мировых цен на нефть и госконтроль над производством и распределением продовольствия.

#### Протесты
Уже начиная с 15 апреля 2013 года начались протестные акции оппозиции, в результате которых погибло по меньшей мере 7 человек. Лидер оппозиции Энрике Каприлес Радонски заявил протестующим, что пока следует прекратить протесты в такой форме, и что он согласен с итогами выборов. 1 марта прошли новые демонстрации, и сторонников Николаса Мадуро, и оппозиционеров, жертв не было.
В начале февраля 2014 года в Венесуэле (в основном в столице и крупных городах) начались демонстрации и акции протеста против политики лидера страны Н. Мадуро. В них приняли участие не только «средний класс», всегда негативно настроенный против такой политики, но и бедные слои населения, до тех пор благосклонно относившиеся к популистской политике «чавизма». С самого начала протестов президент страны Мадуро запретил любые уличные манифестации и назвал протестующих «фашистскими бандами».
12 февраля стычки между противниками президента Мадуро, с одной стороны, и его сторонниками и полицией — с другой, привели к гибели трёх человек; в ходе протестов, продолжающихся уже шестой день, более 40 человек получили ранения. 17 февраля в Каракасе оппозиция, во главе со своим лидером Леопольдо Лопесом (на которого уже был выдан ордер на арест, но который собирался идти во главе колонны), провела на улицах марш в белых одеждах и вручила правительству Н. Мадуро манифест со своими требованиями (главные среди которых — отпустить арестованных и прекратить преследование оппозиции). К концу февраля в протестах и беспорядках погибли более 50 человек. Ситуация настолько усложнилась, что даже оппозиционные главы ряда районов Каракаса были вынуждены обратиться к своим сторонникам с просьбой отказаться от такой формы протестов.
Референдум
2 мая 2016 года представители оппозиции передали властям петицию о проведении референдума об отстранении президента Мадуро от власти. Петицию подписали 1,85 миллиона человек, что значительно выше 1 % от общего числа зарегистрированных избирателей, необходимого для проведения всеобщего голосования.
10 июня 2016 года национальный избирательный совет Венесуэлы постановил, что после проведённой проверки требуется личное подтверждение 1,3 миллиона подписей или более 70 % голосов, поданных за референдум.
11 июня президент Венесуэлы Николас Мадуро объявил, что референдум о его отставке в 2016 году не состоится, поскольку, по его словам, «на организацию референдума нет времени».

#### Выборы в Национальную ассамблею 2017 года
30 июля 2017 года, в соответствии с декретом президента Мадуро, состоялись выборы в Национальную ассамблею. Как ход выборов, так и их результат сопровождались протестами внутри страны и на международной арене.

#### Президентские выборы 2018 года
20 мая 2018 года состоялись внеочередные президентские выборы. Оппозиция бойкотировала выборы, назвав последние подтасовкой. Победу на выборах одержал действующий президент — Николас Мадуро. Выборы вызвали протест со стороны большинства стран Запада, а также Латинской Америки. Четырнадцать стран, включая Аргентину, Бразилию и Канаду, отозвали своих послов из Каракаса в знак протеста против результатов выборов. По той же причине США наложили на Венесуэлу дополнительные экономические санкции. Президент США Дональд Трамп призвал к проведению новых выборов и прекращению репрессий в Венесуэле. Президент России В. Путин поздравил Н. Мадуро с переизбранием и пожелал ему успеха в решении социальных и экономических проблем страны. Кроме России, результаты выборов признали также Эль-Сальвадор, Куба и Китай.

#### Политический кризис с 2019 года
В январе 2019 года затянувшийся политический кризис резко обострился. Спикер Национальной ассамблеи Хуан Гуайдо на фоне многотысячных митингов протеста, начавшихся после инаугурации Николаса Мадуро на второй президентский срок, провозгласил себя исполняющим обязанности президента. Николас Мадуро заявил, что останется на своём посту до истечения положенного ему срока в 2025 году. Обострившееся противостояние в Венесуэле вызвало поляризацию мирового сообщества.
Венесуэла разорвала дипотношения с Колумбией.

#### Реализация плана аннексии региона Гуаяна-Эсекиба (2023)
6 декабря 2023 года — Президент Венесуэлы Николас Мадуро начал реализацию плана аннексии богатого нефтью региона Гуаяна-Эсекиба, который принадлежит соседней Гайане.

## Население

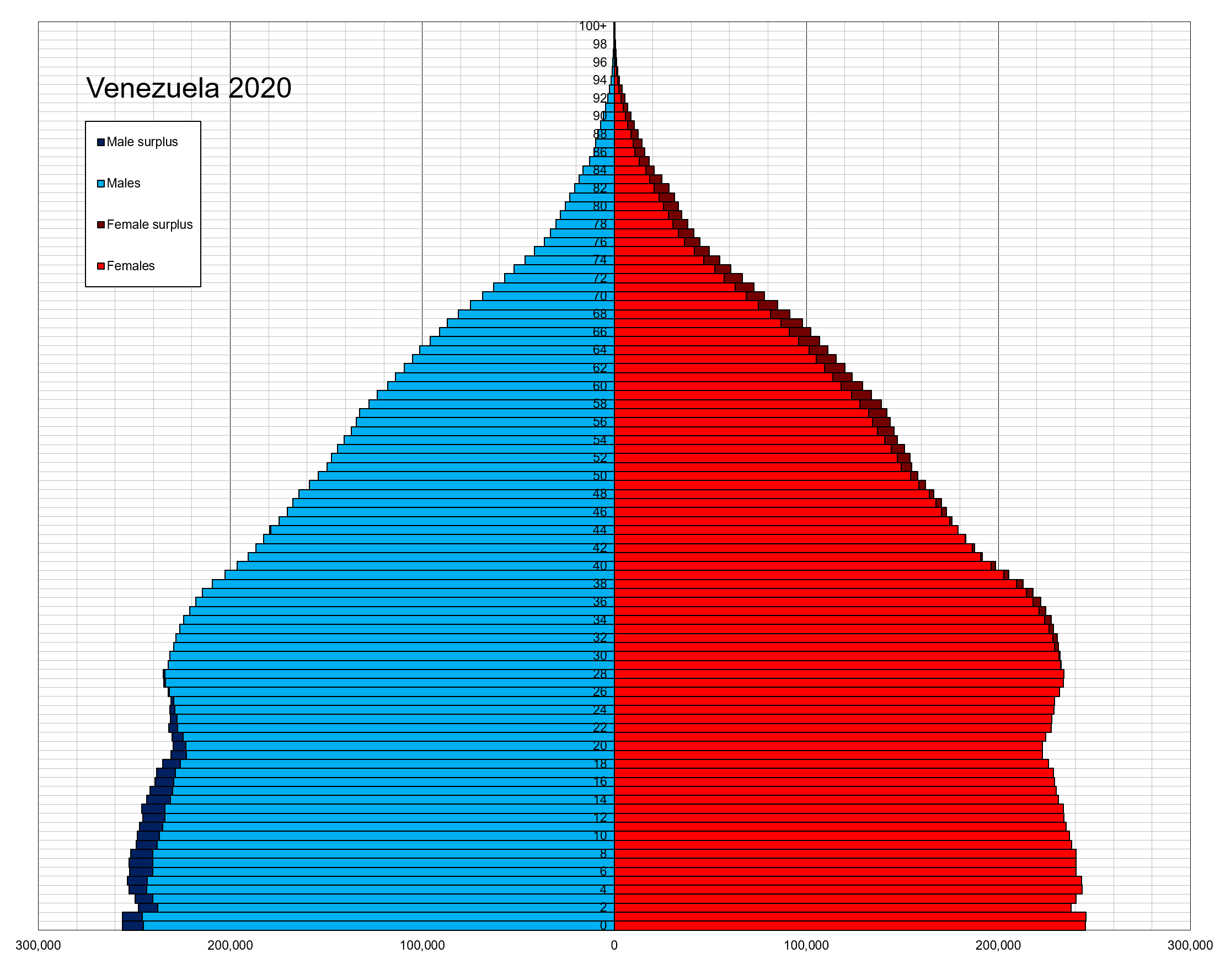
Возрастно-половая пирамида населения Венесуэлы на 2020 год

Население Венесуэлы — 28,8 миллиона человек.
- Годовой прирост — 1,5 %;
- Рождаемость — 20 на 1000 (фертильность — 2,5 рождений на женщину, младенческая смертность — 21 на 1000);
- Младенческая смертность — 19 на 1000[42];
- Смертность — 5 на 1000;
- Средняя продолжительность жизни — 70,84 лет у мужчин, 77,87 лет у женщин;
- Заражённость вирусом иммунодефицита (ВИЧ) — 0,7 % (оценка 2001 года).

Этнорасовый состав: метисы — 51,6 %, белые — 43,6 %, чёрные — 3,6 %, индейцы — 1,2 %.
Грамотность — 95 % (2005—2008 годы).
Городское население — 93 % (в 2008 году).
Обострение экономического кризиса, рост политической напряжённости и уровня насилия в 2016—2018 годах привели к резкому росту эмиграции, которая находится на контроле у Управления Верховного комиссара ООН по делам беженцев (УВКБ). С 2016 по первую половину 2018 года страну покинуло, по разным оценкам, от 1,6 до 2,3 млн человек, из которых 90 % прибыли в различные страны Южной Америки. Кроме того, сотни тысяч венесуэльцев находятся в других странах нелегально. По мнению УВКБ, нелегальные беженцы «могут стать жертвами торговли людьми, сексуальной эксплуатации, дискриминации и ксенофобии». Из-за своей масштабности миграционный кризис в Венесуэле считается крупнейшим за всю историю Южной Америки.

## Религия

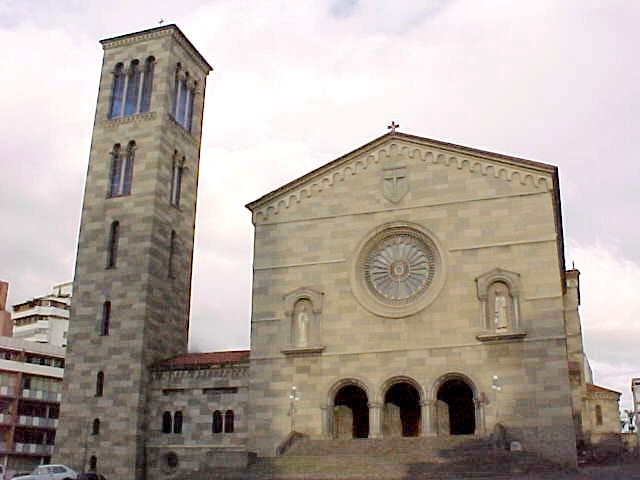
Церковь в районе Флорида

Большинство населения Венесуэлы относят себя к римско-католической церкви, в рамках которой у местного населения существует культ Марии Лионсы, не признаваемый католической церковью. Отношения между президентом Уго Чавесом и католической церковью были довольно напряжённые, существовал риск разрыва отношений между Венесуэлой и Ватиканом. В одном из своих выступлений Уго Чавес сказал о католических священниках: «Они всё ещё думают, что являются господствующей силой в государстве. Забудьте об этом, пещерные обитатели!».
Также с 2006 года действует «Реформированная католическая церковь Венесуэлы». Её священниками являются клирики, запрещённые в служении католическими епископами за различные канонические нарушения. Вскоре к ним присоединился и бывший лютеранский пастор Энрике Альбонрос. Основной причиной мировой огласки стала предполагаемая поддержка новой Церкви Уго Чавесом, оказываемая ей в противовес католической. Церковь не требует от своих клириков обязательного целибата, не считает грехом гомосексуальность, допускает развод. Единственным обязательным правилом является полная поддержка социалистического проекта президента Чавеса, также Альбонрос не отказался и от почитания Мартина Лютера, а богослужения приобрели некоторые протестантские черты. Церковь (на лето 2008) состоит из пяти приходов в провинции Сулия.
Большинство протестантов страны — пятидесятники. Крупнейшей пятидесятнической деноминацией является Венесуэльская Ассамблея Бога — 410 тыс. верующих. Пятидесятническое движение также представляют Объединённая пятидесятническая церковь, Церковь четырёхстороннего Евангелия, Церковь Бога, Вселенская церковь царства Божьего и другие.
Адвентисты насчитывают в своих рядах 197 тысяч верующих. Национальная баптистская конвенция объединяет 550 церквей и 45 тыс. верующих, плимутские братья — 23 тысяч, лютеране — 7 тысяч, Церковь Назарянина — 5 тысяч последователей.

## Административное деление
Венесуэла в административном отношении разделена на:
- 24 штата (исп. estados): Амасонас, Ансоатеги, Апуре, Арагуа, Баринас, Боливар, Гуарико, Гуаяна-Эсекиба (самопровозглашённый в 2023 г. штат, оспариваемая часть государства Гайана), Дельта-Амакуро, Сулия, Карабобо, Кохедес, Ла-Гуайра (до 2019 г. — Варгас), Лара, Мерида, Миранда, Монагас, Нуэва-Эспарта, Португеса, Сукре, Тачира, Трухильо, Фалькон, Яракуй;
- Столичный округ (исп. Distrito Capital) — район столицы — Каракаса (иногда именуется Федеральным округом);
- Федеральные владения (исп. Dependencias Federales) — цепь малых островов в Карибском море.

Все административно-территориальные единицы Венесуэлы сгруппированы в 9 регионов, установленных президентским указом.
| Номер на карте | Название                                    | Флаг | Герб | Административный центр | Площадь, км²                     | Население (2021), чел.              | Плотность населения, чел./км² | На карте / регион                                      |
| -------------- | ------------------------------------------- | ---- | ---- | --- | -------------------------------- | ----------------------------------- | ----------------------------- | ------------------------------------------------------ |
| 1              | Амасонас Amazonas                           |      |      | Пуэрто-Аякучо Puerto Ayacucho                                                                                             | 180 145                          | 180 000                             | 1                             | Гуаянский                                              |
| 2              | Ансоатеги Anzoátegui                        |      |      | Барселона Barcelona | 43 300                           | 1 570 000                           | 36,3                          | Северо-восточный                                       |
| 3              | Апуре Apure                                 |      |      | Сан-Фернандо-де-Апуре San Fernando de Apure                                                                               | 76 500                           | 570 000                             | 7,5                           | Льяноский, муниципалитет Паес (Páez) в Андском регионе |
| 4              | Арагуа Aragua                               |      |      | Маракай Maracay | 7 014                            | 1 640 000                           | 233,8                         | Центральный                                            |
| 5              | Баринас Barinas                             |      |      | Баринас Barinas | 35 200                           | 830 000                             | 23,6                          | Андский                                                |
| 6              | Боливар Bolívar                             |      |      | Сьюдад-Боливар Ciudad Bolívar                                                                                             | 238 000                          | 1 730 000                           | 7,3                           | Гуаянский                                              |
| 7              | Гуарико Guárico                             |      |      | Сан-Хуан-де-лос-Моррос San Juan De Los Morros                                                                             | 64 986                           | 830 000                             | 12,8                          | Льяноский                                              |
| 8              | Гуаяна-Эсекиба Guayana Esequiba             |      |      | Тумеремо Tumeremo (в штате Боливар)                                                                                       | 159 542                          | 128 000 (в 2020 г.)                 | 0,8                           | Гуаянский                                              |
| 9              | Дельта-Амакуро Delta Amacuro                |      |      | Тукупита Tucupita | 40 200                           | 190 000                             | 4,7                           | Гуаянский                                              |
| 10             | Карабобо Carabobo                           |      |      | Валенсия Valencia | 4 650                            | 2 240 000                           | 481,7                         | Центральный                                            |
| 11             | Кохедес Cojedes                             |      |      | Сан-Карлос San Carlos | 14 800                           | 330 000                             | 22,3                          | Центральный                                            |
| 12             | Варгас Vargas                               |      |      | Ла-Гуайра La Guaira | 1 496                            | 340 000                             | 227,3                         | Столичный                                              |
| 13             | Лара Lara                                   |      |      | Баркисимето Barquisimeto                                                                                                  | 19 800                           | 1 870 000                           | 94,4                          | Центрально-западный                                    |
| 14             | Мерида Mérida                               |      |      | Мерида Mérida | 11 300                           | 880 000                             | 77,9                          | Андский                                                |
| 15             | Миранда Miranda                             |      |      | Лос-Текес Los Teques | 7 950                            | 2 970 000                           | 373,6                         | Столичный                                              |
| 16             | Монагас Monagas                             |      |      | Матурин Maturín | 28 900                           | 930 000                             | 32,20                         | Северо-восточный                                       |
| 17             | Нуэва-Эспарта Nueva Esparta                 |      |      | Ла-Асунсьон La Asunción                                                                                                   | 1 150                            | 570 000                             | 495,7                         | Островной                                              |
| 18             | Португеса Portuguesa                        |      |      | Гуанаре Guanare | 15 200                           | 930 000                             | 61,2                          | Центрально-западный                                    |
| 19             | Сукре Sucre                                 |      |      | Кумана Cumaná | 11 800                           | 990 000                             | 83,9                          | Северо-восточный                                       |
| 20             | Сулия Zulia                                 |      |      | Маракайбо Maracaibo | 63 100                           | 3 830 000                           | 60,7                          | Сулианский                                             |
| 21             | Тачира Táchira                              |      |      | Сан-Кристобаль San Cristóbal                                                                                              | 11 100                           | 1 030 000                           | 92,8                          | Андский                                                |
| 22             | Трухильо Trujillo                           |      |      | Трухильо Trujillo | 7 400                            | 770 000                             | 104,1                         | Андский                                                |
| 23             | Фалькон Falcón                              |      |      | Коро Coro | 24 800                           | 990 000                             | 39,9                          | Центрально-западный                                    |
| 24             | Яракуй Yaracuy                              |      |      | Сан-Фелипе San Felipe | 7 100                            | 670 000                             | 94,4                          | Центрально-западный                                    |
| -              | Федеральные владения Dependencias Federales |      |      | остров Гран-Роке (El Gran Roque) в архипелаге Лос-Рокес (archipiélago de Los Roques) (фактически управляются из Каракаса) | 342,25                           | 6 500 (в 2013 г.)                   | 19                            | Островной                                              |
| -              | Столичный округ Distrito Capital            |      |      | Каракас Caracas | 433                              | 1 830 000                           | 4 226,3                       | Столичный                                              |
| -              | Всего:                                      |      |      | | 916 666 (без спорной территории) | 28 968 702 (без спорной территории) | 31,6                          |                                                        |

## Государственное устройство
Президент
Президент Венесуэлы избирается простым большинством голосов в ходе прямого всенародного голосования и является главой государства и правительства. Срок президентских полномочий — 6 лет. Президент может быть переизбран неограниченное количество раз. Президент назначает вице-президента, принимает решения о структуре и составе правительства и назначает его членов с согласия Парламента.
Президент обладает правом законодательной инициативы и может предлагать изменения в существующее законодательство, однако его предложения могут быть отвергнуты простым парламентским большинством.
Парламент
Однопалатный парламент — Национальная ассамблея Венесуэлы — состоит из 165 депутатов. 162 депутата избираются по пропорционально-списочной системе в многомандатных округах, в том числе 97 персонально, а 65 — по партийным спискам. Оставшиеся 3 места зарезервированы за представителями коренных народов Венесуэлы. Срок депутатских полномочий — 5 лет. Депутаты могут избираться максимум на три срока.
Верховный суд
Высший судебный орган — Верховный Трибунал Юстиции (Tribunal Supremo de Justicia). Его магистраты избираются парламентом на один 12-летний срок.

## Политические партии
На парламентских выборах в декабре 2015 года победу одержала оппозиционная коалиция Круглый стол демократического единства, получившая 56,2 % голосов и 109 из 164-х мест в парламенте. Пропрезидентская левая коалиция Большой патриотический полюс набрала 40,9 % голосов и будет иметь 55 мест. Партии, представленные в парламенте:
- Единая социалистическая партия Венесуэлы — левая проправительственная партия, 52 депутата.
  - В блоке с ЕСПВ на выборах выступили Коммунистическая партия Венесуэлы, получившая два места в Национальном Собрании, и ряд других левых партий («Народное избирательное движение», «Отечество для всех», «За социал-демократию»), оставшиеся без представительства..
- Круглый стол демократического единства (исп. Mesa de la Unidad Democrática, в оппозиции), 109 депутатов. Включает несколько десятков различных партий и организаций, практически всего политического спектра — от крайне правых до крайне левых, в том числе консервативную партию «Проект Венесуэла», христианско-демократические партии «Национальная конвергенция» и КОПЕЙ, центристские партии «За справедливость» и «Народная воля», социал-демократические партии «Новое время», «Демократическое действие», «Движение к социализму», «Альянс бесстрашного народа» и «Прогрессивный авангард», социалистическое «Радикальное дело» и ходжаистское «Красное знамя».

## Преступность
Преступность в Венесуэле — высокая. Рост преступности является одной из основных угроз венесуэльскому обществу. В 2015 году в стране было убито почти 28 тысяч человек, или 90 убийств на каждые 100 тысяч населения. По этому показателю Венесуэла опережает большинство стран Латинской Америки. 90 % убийств остаются нераскрытыми. Начиная с 2005 года, правительство прекратило публиковать полную статистику по преступности.

## Внешняя политика
Венесуэла принимала активное участие в работе ООН и Организации американских государств (ОАГ), членом которых она является. Но 27 апреля 2019 года Венесуэла вышла из ОАГ. Также Национальная ассамблея отменила его решение и назначила представителя Венесуэлы в ОАГ, который будет гарантировать продолжение членства. Она была также в числе стран-основателей Организации стран-экспортёров нефти (ОПЕК), созданной в 1960 году. Венесуэла входит в Латиноамериканскую ассоциацию интеграции и вместе с Боливией, Колумбией, Эквадором и Перу — в Андский пакт. Также Венесуэла оказывает заметное влияние на другие страны Карибского бассейна через льготные поставки нефти в рамках действующей с 2005 года программы Петрокарибе. При У. Чавесе Венесуэла вошла в альянс латиноамериканских стран АЛБА.
В период высоких цен на нефть, в 1970-е и начале 1980-х годов, Венесуэла придерживалась весьма жёсткого и независимого курса во внешней политике. Национализировав нефтяную индустрию, страна начала расширять сферу своего влияния, особенно в Карибском бассейне. Ей принадлежала ведущая роль в Контадорской группе латиноамериканских государств, созданной с целью содействия мирному урегулированию кризиса в Центральной Америке (против чего активно выступали США). Вместе с другими странами региона Венесуэла активно участвовала в разработке коллективных мер по преодолению кризиса неплатежей и призывала международные организации обратить пристальное внимание на экономические проблемы стран «третьего мира».
Венесуэла издавна предъявляет претензии на часть территории Гайаны, расположенную к западу от реки Эссекибо и составляющую примерно три четверти площади Гайаны, а также имеет пограничные споры с Колумбией и Нидерландскими Антильскими островами. Тянущийся 30 лет спор с Колумбией о принадлежности Венесуэльского залива обострился в конце 1980-х — начале 1990-х годов в связи с тем, что через него проходят пути подпольных перевозок наркотиков, а также в связи с открытием новых нефтяных месторождений в этом районе.
В 1989 году ООН направила посредника для того, чтобы помочь Венесуэле и Гайане решить спорный вопрос о районе Эссекибо. После ряда инцидентов на границе обе страны подписали в 1997 году соглашение о создании двусторонней контрольной комиссии. Середина 1990-х годов была отмечена пограничными конфликтами с Бразилией на почве контрабандного провоза через границу оружия и наркотиков, а также из-за нападений бразильских золотоискателей на индейцев племени яномамо, проживающих на территории Венесуэлы.
В августе 2015 года разгорелся дипломатический конфликт между Венесуэлой и Колумбией вследствие мер по борьбе с военизированными группировками и контрабандистами, принятых Венесуэлой, которые включали массовые депортации колумбийцев, проживающих на венесуэльской территории, и закрытие границы.
В апреле 2017 года Венесуэла заявила о выходе из ОАГ. Процесс выхода страны из этого объединения займёт около двух лет.
13 февраля 2018 года Венесуэлу временно лишили права голоса в ООН из-за накопившихся долгов.

### Территориальные претензии

Карта Венесуэлы вместе со спорным участком территории Гайаны (на востоке).

В конце XIX века Венесуэла объявила о своих претензиях на территорию Британской Гвианы западнее реки Эссекибо — после того, как там были обнаружены залежи золота и алмазов. Международный арбитражный трибунал в 1899 решил спор в пользу Британии, Венесуэле был передан лишь небольшой участок на северо-западе Британской Гвианы.
С 1962, за 4 года до получения Гайаной независимости от Великобритании, Венесуэла вновь стала требовать территории западнее реки Эссекибо — площадью около 160 тыс. км², то есть почти три четверти всей территории Гайаны. Эти претензии повторялись всеми президентами Венесуэлы, в том числе Уго Чавесом.

### Венесуэла и Россия

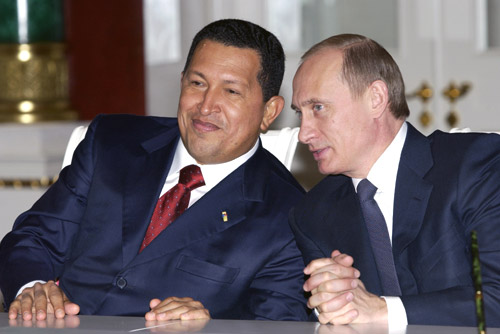
Президент Уго Чавес и президент России Владимир Путин в 2004 году

Венесуэла имеет дипломатические отношения с Российской Федерацией (установлены с СССР 14 марта 1945 года, прерваны 13 июня 1952 года и восстановлены 16 апреля 1970 года).
В ноябре 2008 года во время визита президента России Дмитрия Медведева в Венесуэлу было подписано межправительственное соглашение, устанавливающее безвизовый режим поездок граждан России и Венесуэлы друг к другу на срок до 90 дней. Соглашение вступило в силу 6 марта 2009 года.
10 сентября 2009 года Президент Венесуэлы Уго Чавес, находясь с официальным визитом в Москве, объявил о решении Венесуэлы признать Южную Осетию и Абхазию независимыми государствами.
15 сентября 2009 года в Сухуме Официальная нота МИД Венесуэлы о признании независимости Республики Абхазия была вручена делегации Абхазии, находящейся в этой стране с официальным визитом.
Венесуэла стала третьей (после России и Никарагуа) страной, которая признала независимость двух Кавказских республик.
В марте 2010 года Венесуэлу посетил председатель правительства Российской Федерации Владимир Путин.
Военно-техническое сотрудничество
Венесуэла — крупнейший эксплуатант российского вооружения и военной техники в Латинской Америке. На 2019 год сумма контрактов оценивается в 11 млрд долларов.
В числе прочего, Венесуэла приобрела мобильные системы ПВО средней дальности — ЗРК Бук-М2 и большой дальности — Антей-2500, истребители Су-30МК2, вертолёты Ми-35М, танки Т-72, БМП-3 и БТР-80, а также 100 тысяч автоматов АК-103.

### Венесуэла и Китай
При Уго Чавесе активизировались контакты с КНР, которая с 1990-х годов нуждается в поставках энергоносителей и из экспортёра нефти превратилась в её крупного импортёра. Пекин стремится диверсифицировать источники поставок, большая часть которых приходится на страны Ближнего Востока. Уго Чавес неоднократно посещал Китай с официальными визитами. В июне 2010 года Китай предоставил Венесуэле кредит на 20 млрд долларов на 10 лет в обмен на поставки углеводородов от 200 тыс. до 300 тыс. баррелей в день.

## Экономика

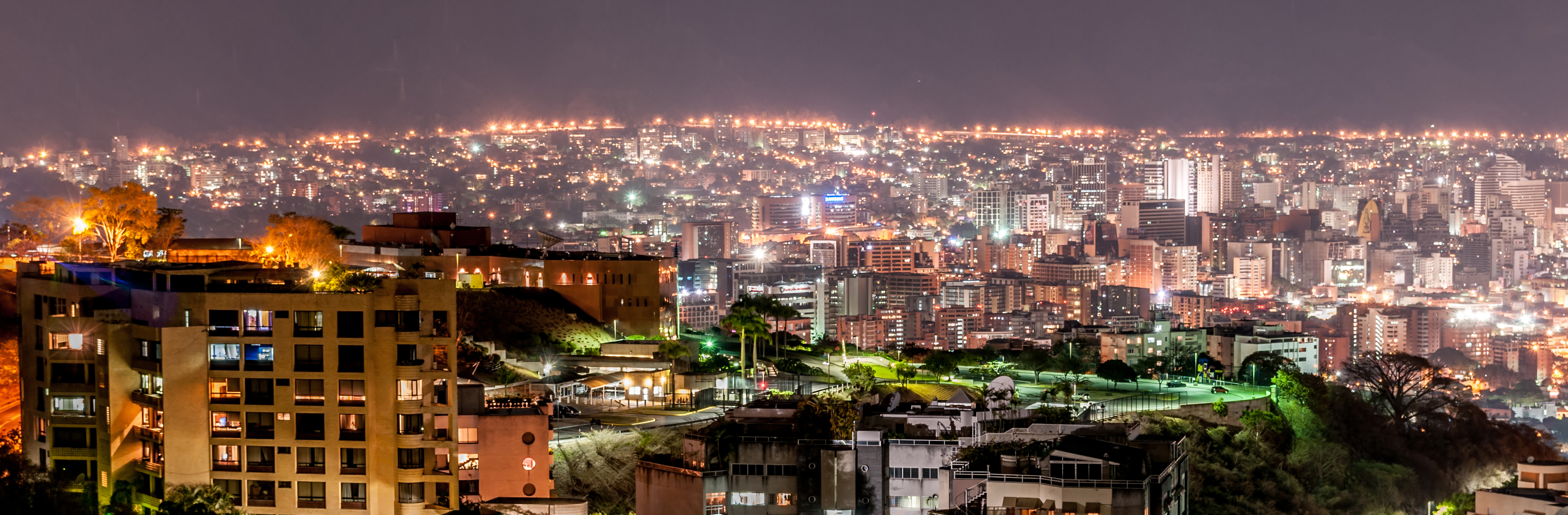
Каракас, столица Венесуэлы.

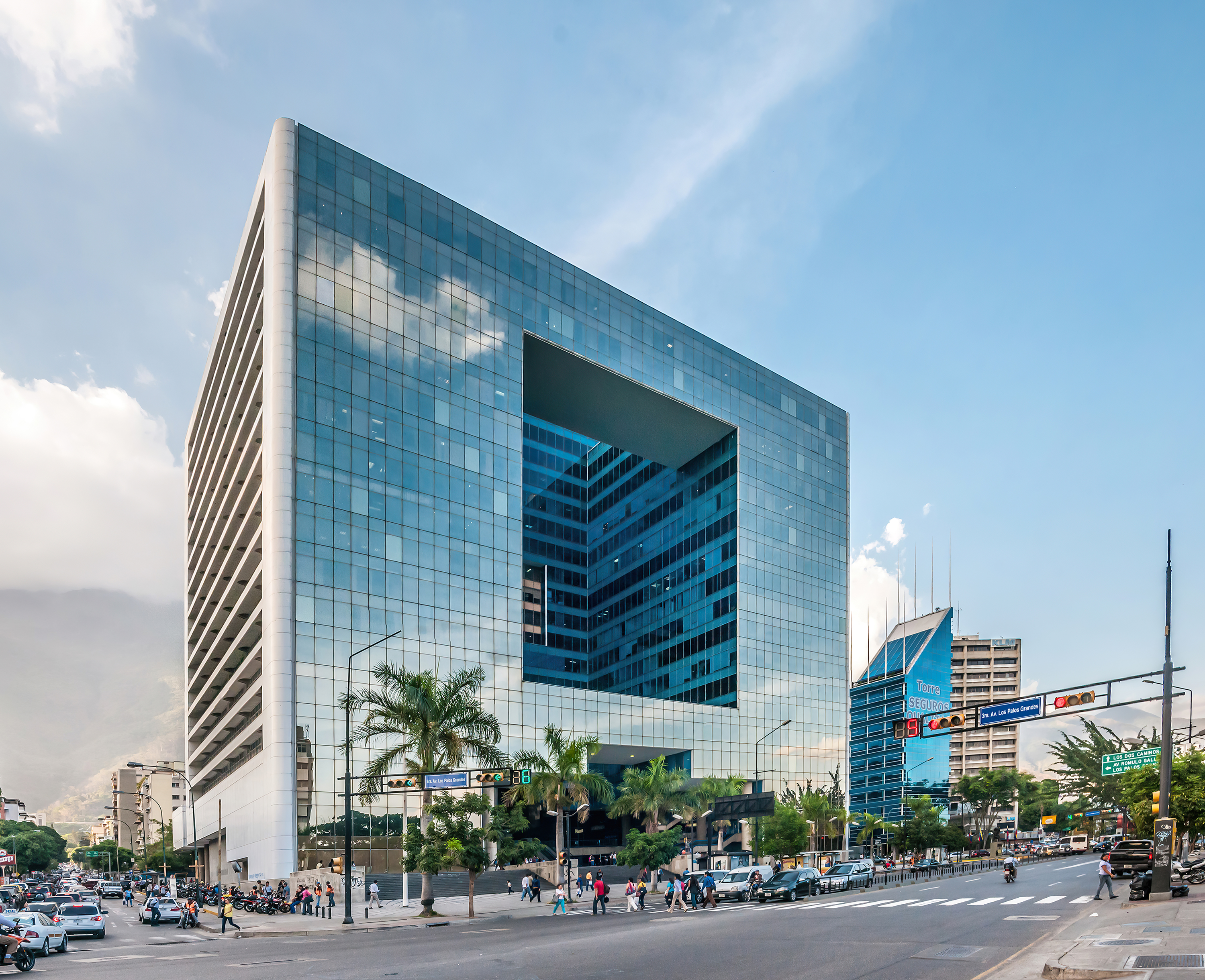
Офисное здание Parque Cristal в Каракасе.

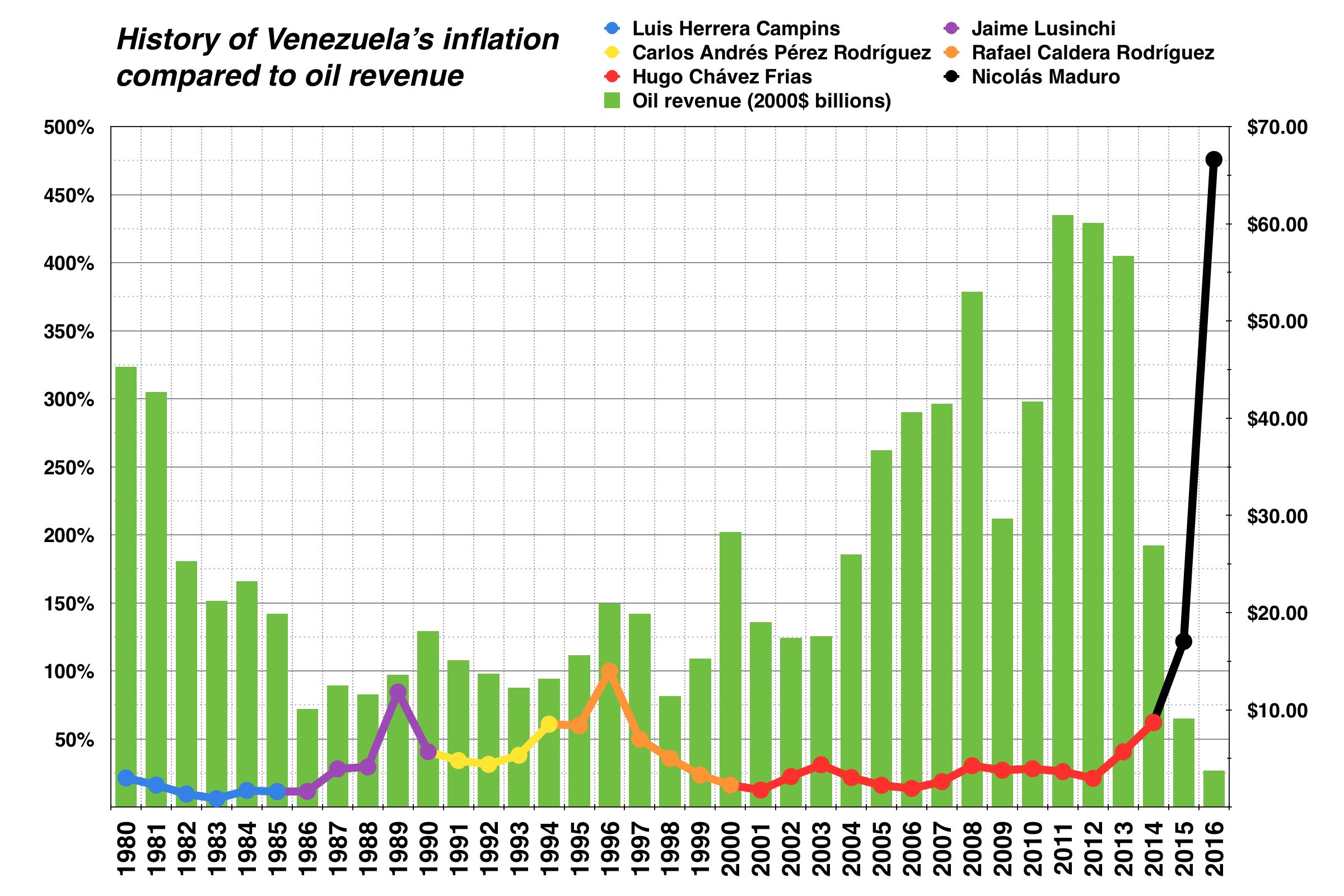
График, показывающий зависимость уровня инфляции в Венесуэле от доходов от продажи нефти

Из-за массовой (свыше 6 миллионов) миграции жителей в США и соседние страны Латинской Америки, значительную часть ВВП составляют денежные переводы мигрантов на родину.
| № | Страна    | ВВП (ППС) на душу населения (тыс. $) |
| - | --------- | ------------------------------------ |
| 1 | Венесуэла | 10,672                               |
| 2 | Аргентина | 7,302                                |
| 3 | Чили      | 5,231                                |
| 4 | Мексика   | 4,320                                |
| 5 | Колумбия  | 3,094                                |
| 6 | Бразилия  | 3 057                                |

| № | Страна    | ВВП (ППС) на душу населения (тыс. $) |
| - | --------- | ------------------------------------ |
| 1 | Чили      | 27,059                               |
| 2 | Мексика   | 21,412                               |
| 3 | Аргентина | 20,482                               |
| 4 | Колумбия  | 17,105                               |
| 5 | Бразилия  | 16,727                               |
| 6 | Венесуэла | 11,066                               |

Венесуэла — быстроразвивающееся нефтеэкспортирующее государство.

### Нефть
Экономика Венесуэлы основана на добыче нефти, которая даёт 95 % экспортных доходов, более 50 % доходной части государственного бюджета и около 30 % ВВП. ВВП Венесуэлы в 2009 году — 344 млрд долларов (35-е место в мире). ВВП на душу населения — 12,8 тысяч долларов. Безработица — 7,9 % (в 2009). Доля населения ниже черты бедности — 37,9 % (в конце 2005 года). Рост потребительских цен в 2010 году — 29,8 %.
Промышленность (доля в ВВП — 35 % в 2010 году) — добыча нефти, производство стройматериалов, пищевая промышленность, текстильная промышленность; добыча железной руды, выплавка стали и алюминия; сборка автомобилей.
К 2013 году годовая инфляция достигла 54 %. В ноябре 2013 года по распоряжению президента Николаса Мадуро были арестованы владельцы и сотрудники сетей по продаже электробытовых товаров. С помощью армии и полиции товары были распроданы по цене 10 % от обычной стоимости. В ряде мест, с жителями желающими получить товары по сниженной цене, полиции справиться не удалось и магазины были разграблены. С 1 мая 2021 года минимальный размер оплаты труда составляет 7000000 VES ($2.48) в месяц.
Венесуэла обладает крупнейшими в мире доказанными запасами нефти. На начало 2017 г. запасы составляли 47,6 млрд тонн. Из них 87,8 % представлены в виде сверхтяжёлой и битуминозной нефти.
92,9 % нефтяного сырья залегают в пределах бассейна «Oriental». Важнейшими месторождениями бассейна являются Cerro Negro (9,0 млрд т) и Zuata Principal (8,6 млрд т). Другими крупнейшими по объёму запасов месторождениями Венесуэлы являются: Tia Juana Lago (379 млн т), Bloque 7 Ceuta (282 млн т), Boscan (213 млн т), Bachaquero Lago (213 млн т), Santa Barbara (186 млн т), Mulata (232 млн т) и El Furrial (128 млн тонн).
| 2009  | 2010  | 2011  | 2012  | 2013  | 2014  | 2015  | 2016  | 2017  | 2018 | 2019 |
| ----- | ----- | ----- | ----- | ----- | ----- | ----- | ----- | ----- | ---- | ---- |
| 150,6 | 148,8 | 149,5 | 145,5 | 145,0 | 139,3 | 137,3 | 123,3 | 107.6 | 75.6 | 46.6 |

В 2016 г. Венесуэлой было экспортировано 90,9 млн т нефти (-6,8 % к 2015 году).
| 2009  | 2010 | 2011 | 2012  | 2013 | 2014 | 2015 | 2016 |
| ----- | ---- | ---- | ----- | ---- | ---- | ---- | ---- |
| 101,0 | 95,6 | 95,9 | 103,0 | 96,8 | 94,8 | 97,5 | 90,9 |

Крупнейшим импортёром нефти из Венесуэлы являются США.
| США  | Индия | Китай | Кюрасао | Куба | Малайзия | Швеция | Прочие |
| ---- | ----- | ----- | ------- | ---- | -------- | ------ | ------ |
| 40,4 | 23,6  | 19,5  | 6,7     | 2,5  | 1,3      | 1,3    | 4,8    |

### Сельское хозяйство
Доля сельского хозяйства в ВВП Венесуэлы — 4 %. В отрасли занято 13 % рабочей силы, так или иначе, используется приблизительно четверть территории страны. Культивируются — кукуруза, сорго, сахарный тростник, рис, бананы, овощи, кофе. Производятся говядина, свинина, молоко, яйца. Развито рыболовство.
Наиболее плодородные сельскохозяйственные земли Венесуэлы расположены вокруг озера Валенсия, в межгорных долинах Анд и на юге бассейна озера Маракайбо. Обширные области степей и саванн в центральной части страны долгое время использовались преимущественно для скотоводства, однако после постройки крупных оросительных сооружений здесь стали выращивать рис, кукурузу и другие культуры. Основными экспортными культурами Венесуэлы являются кофе и какао. Кукуруза, рис и бобы выращиваются исключительно для внутреннего потребления.
Большая часть продовольствия импортируется. Сельское хозяйство покрывает собственные потребности страны только на треть. В 2005 году одни только США экспортировали в Венесуэлу продуктов сельского хозяйства на 347 млн долларов.
В начале 1990-х на долю аграрного сектора приходилось лишь около 4 % национального дохода; такое соотношение создаёт ошибочное впечатление высокоразвитой экономики. До того, как была открыта нефть, основные статьи венесуэльского экспорта составляли кофе, какао, скот, шкуры и пр.; однако к 1950 году, после того как в течение многих лет сельскому хозяйству вообще не уделялось внимания, более трети пищевых продуктов приходилось импортировать. С начала 1950-х до середины 1970-х годов сельскохозяйственное производство значительно выросло. В интервале с 1961 по 1975 год производство продуктов питания почти удвоилось, хотя доля сельскохозяйственных рабочих сократилась с одной трети до одной пятой общего количества занятых в хозяйстве Венесуэлы. Это позволило сократить импорт до 7 % необходимого объёма пищевых продуктов. Позднее рост сельскохозяйственного производства замедлился, составив 24 % за 12 лет с 1975 по 1987, тогда как численность населения продолжала быстро увеличиваться. В результате количество продуктов на душу населения упало на 14 %, и в 1987 году Венесуэла была вынуждена ввозить почти треть необходимого продовольствия.

### Обрабатывающая промышленность
Начало современной обрабатывающей промышленности было положено в 1950-е годы, и с тех пор производство в этом секторе стало быстро увеличиваться. Всё же в начале 1990-х в ней было занято всего около 15 % экономически активного населения, и на её долю приходилось 22 % ВВП (причём пятую часть этого количества составляли нефтепродукты). Изначально основными отраслями обрабатывающей промышленности были нефтеочистительная и сахарная, а также сборка автомобилей из импортных частей и производство текстиля, цемента, автомобильных шин и камер, сигарет, пива, мыла, фармацевтических товаров и стеклянных изделий.
В 1960-е годы Венесуэла начала развивать тяжёлую промышленность. Была создана мощная сталеплавильная индустрия, и началось производство алюминия и удобрений. Позднее, уже в 1970-е годы, значительная часть резко возросшего дохода от экспорта нефти вкладывалась в тяжёлую промышленность. Между 1970 и 1980 годами производство стали почти удвоилось, а выработка азотных удобрений и выплавка алюминия выросли в 15 раз. В 1979 году алюминий вышел на первое место в венесуэльском экспорте (после нефтепродуктов), оставив позади железную руду.
Развитие тяжёлой промышленности в стране осуществляется в основном по инициативе правительства. Крупнейшим проектом явилось развитие базовых отраслей металлургии в районе венесуэльской Гуаяны, на реках Ориноко и Карони. Минеральные богатства района — значительные залежи железной руды и бокситов, а также богатые гидроэнергетические ресурсы и выход к морю (по реке Ориноко могут подниматься морские суда) позволили правительственной корпорации и частным иностранным фирмам построить здесь предприятия по производству стали и алюминия. Кроме того, правительство принимает также меры по развитию нефтехимической промышленности: крупный нефтехимический комплекс построен в городе Морон, к северу от Валенсии, ещё один — на восточном берегу озера Маракайбо.

### Внешняя торговля
Кроме нефти (доля в экспорте в 2017 году — 80 %), Венесуэла экспортирует бокситы, алюминий, кофе, уголь, никель, изумруды, бананы, цветы.
Экспорт из Венесуэлы (27,8 млрд долларов в 2017) идёт в основном в США — 11,6 млрд долл. (42 %), а также в Китай — 6,42 млрд долл. (23 %) и Индию — 5,25 млрд долл. (19 %).
Венесуэла импортирует (9,1 млрд долларов в 2017) в основном промышленную продукцию, включая нефтепродукты, продовольственные и потребительские товары.
Основной поставщик импорта в Венесуэлу — США 38 %, а также Китай 18 %, Мексика 12 %, Бразилия 5,2 % и Колумбия 3,5 %.
Внешний долг Венесуэлы — 43,4 млрд долл. (в конце 2009 года).

### Чавизм
Президент Уго Чавес проводил политику по усилению государственного контроля экономики — в 2007 году он национализировал предприятия нефтяного, коммуникационного и энергетического секторов. В 2008 году национализировал предприятия, производящие сталь и цемент. В июле 2008 года Чавес издал указ о дальнейшем усилении подчинённости экономики в рамках его плана «социализма 21-го века».

### Кризис
Резкое падение цен на нефть в 2014—2016 годах на фоне ошибочной политики президентов-социалистов Чавеса и Мадуро, привело к острому экономическому, социальному и политическому кризису. Поскольку большая часть продовольствия импортируется, страна оказалась на грани голода.
Наблюдатели отмечают беспрецедентный масштаб кризиса, подобного которому Латинская Америка не видела за всю свою современную историю. Существуют опасения, что затяжной кризис в Венесуэле может угрожать стабильности всех латиноамериканских стран.

## Вооружённые силы

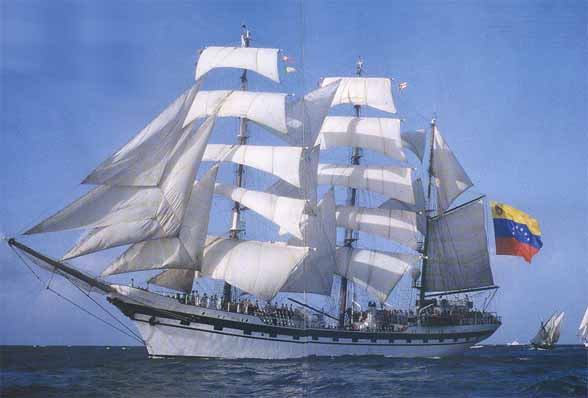
Барк BE-11 «Simón Bolívar»

Национальные вооружённые силы Венесуэлы насчитывают примерно 129 тысяч военнослужащих и подразделяются на:
Сухопутные войска — 64 тысячи;
Военно-морские силы — 18 тысяч (включая Морскую пехоту — 8 тысяч);
Военно-воздушные силы — 12 тысяч;
Национальную гвардию — 36 тысяч.

## Культура
Культура Венесуэлы имеет испанские и индейские корни, кроме того, с середины XX века сказывается некоторое влияние Соединённых Штатов. Роль афрокарибского населения в становлении национальной культуры крайне мала.
Этнотипом Венесуэлы считается «льянеро» — житель равнин (Льянос), напоминающий аргентинского гаучо. Большой популярностью пользуются фольклор льянеро, их песни, танцы и легенды.
Праздники
| Дата       | Русское название              | Местное название                       |
| ---------- | ----------------------------- | -------------------------------------- |
| 1 января   | Новый год                     | Año Nuevo                              |
| 1 мая      | День Труда                    | Día del Trabajador                     |
| 24 июня    | Битва при Карабобо            | Batalla de Carabobo                    |
| 5 июля     | День Независимости            | Día de la Independencia                |
| 24 июля    | День рождения Симона Боливара | Natalicio del Libertador Simón Bolívar |
| 12 октября | День Нации                    | Día de la Raza                         |
| 25 декабря | Рождество                     | Navidad                                |

### Музыка и танцы
Излюбленный жанр фольклора льянеро — хоропо, представляющий собой целую сюиту из танцев, песен и инструментальных пьес. В музыкальном сопровождении участвуют национальные инструменты — марака (трещотка, сделанная из высушенной тыквы), небольшая арфа и четырёхструнная гитара куатро. Из других народных танцев популярностью пользуются тоно льянеро (мелодия равнин); пасильо, разновидность креольского вальса; меренге, общий для всей антильской зоны жанр афроамериканского фольклора; и «тангито», венесуэльское аргентинское танго.
Народная песня Венесуэлы представлена жанрами коплы (куплет) и корридо, сложившимся на основе испанского романса.
Другой популярной музыкой в Венесуэле является Гаита Хулиана, этот жанр родом из штата Хулия, она очень популярна в рождественские праздники.
Организуются региональные фестивали народного искусства, многие из этих фестивалей проводятся в дни религиозных праздников.

### Живопись
Крупнейшим венесуэльским художником колониальной эпохи был Хуан Педро Лопес (1724—1787), автор церковных росписей. В XIX веке выделяется Мартин Товар-и-Товар (1828—1902), запечатлевший эпизоды Войны за независимость от Испанской короны. Другой художник-романтик XIX века, Артуро Мичелена (1873—1898), писал крупные произведения на религиозные и светские сюжеты. Из художников 20 в. наиболее известен Тито Салас (1889—1974). Среди более молодого поколения художников одним из наиболее одарённых считается Освальдо Вигас. Популярностью пользуются скульпторы Алехандро Колина и Франсиско Нарваэс (р. 1908). Центром изобразительного искусства Венесуэлы является Музей изящных искусств в Каракасе.

### Архитектура
Венесуэла была одной из беднейших испанских колоний, поэтому здесь нет выдающихся памятников колониальной архитектуры. Немногочисленные примеры построек этого периода можно найти в столице, а также в старых городах Мерида и Валенсия.
С началом нефтяного бума появилось множество творений современных архитекторов. Этот новый источник богатства стимулировал бурное строительство, особенно в Каракасе.

## Наука
Крупнейшей астрономической обсерваторией в Венесуэле является Национальная астрономическая обсерватория Льяно Дель Хато.
В честь Венесуэлы назван астероид (9357) Венесуэла.

### Спорт
Самым популярным видом спорта является бейсбол.